# Goldenes Zeitalter

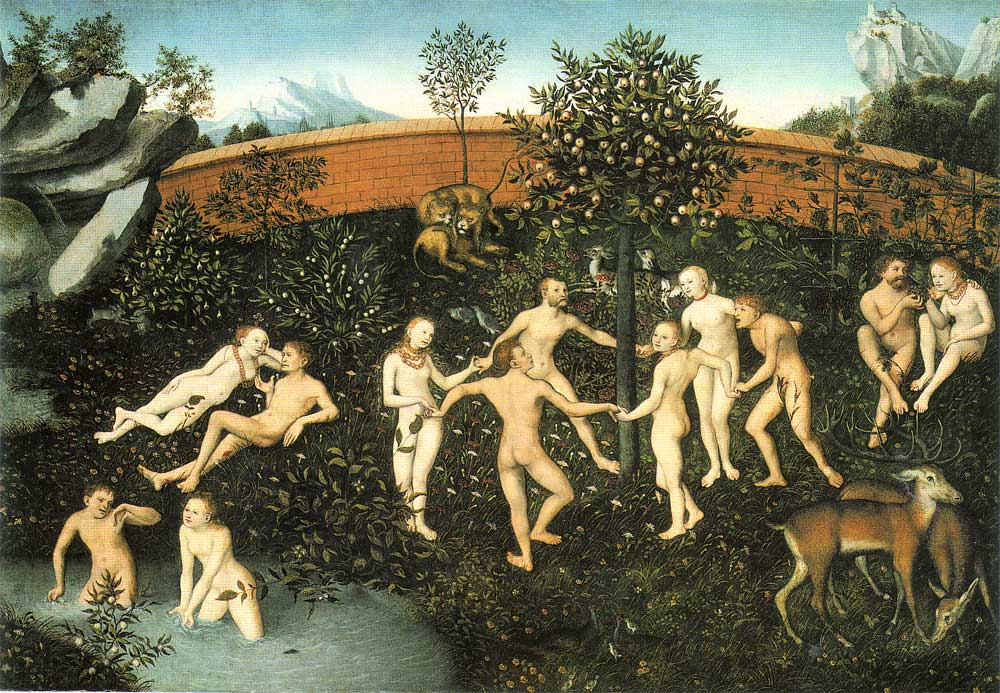
Das Goldene Zeitalter. Gemälde von Lucas Cranach dem Älteren, um 1530, Alte Pinakothek, München

Goldenes Zeitalter (altgriechisch χρύσεον γένος chrýseon génos ‚Goldenes Geschlecht‘, lateinisch aurea aetas oder aurea saecula) ist ein Begriff aus der antiken Mythologie. Er bezeichnet die als Idealzustand betrachtete friedliche Urphase der Menschheit vor der Entstehung der Zivilisation. Im übertragenen Sinn wird der Begriff Goldenes Zeitalter für eine Blütezeit verwendet. Gemeint ist oft eine Epoche höchster Entfaltung einer Kultur oder eine Glanzzeit einer bestimmten Form des Kulturschaffens. Zusätzlich oder alternativ kann es sich auch um eine Periode wirtschaftlicher Prosperität oder politischer Vormachtstellung handeln.
Dem griechischen – später von den Römern übernommenen – Mythos zufolge waren die sozialen Verhältnisse im Goldenen Zeitalter ideal und die Menschen hervorragend in ihre natürliche Umwelt eingebettet. Kriege, Verbrechen und Laster waren unbekannt, die bescheidenen Lebensbedürfnisse wurden von der Natur erfüllt. Im Verlauf der folgenden und nach Metallen von absteigender Qualität benannten Zeitalter trat jedoch ein zunehmender moralischer Verfall ein. Macht- und Besitzgier kamen auf und verstärkten sich. Die Lebensbedingungen verschlechterten sich dramatisch. In der Gegenwart, der Lebenszeit des Mythenerzählers, hat diese Entwicklung einen Tiefstand erreicht. Manche römische Autoren verkündeten aber den Anbruch einer neuen Epoche des Friedens und der Eintracht als Erneuerung des Goldenen Zeitalters.
In mancher Hinsicht andersartige aber in wichtigen Aspekten vergleichbare Ideen waren im Altertum auch im Nahen und Mittleren Osten verbreitet. Aus den verschiedenen überlieferten Versionen lassen sich die Grundzüge eines Urmythos asiatischen Ursprungs rekonstruieren. Dieser bildete die Ausgangsbasis unterschiedlicher Traditionen, die von Europa bis Indien eine nachhaltige kulturgeschichtliche Wirkung entfalteten. Es bestehen Parallelen zu der biblischen Erzählung vom Garten Eden und der Vertreibung aus dem Paradies, doch ist kein Grundstock einer gemeinsamen Tradition erkennbar.
In der Neuzeit wandten sich zahlreiche Schriftsteller und Dichter diesem Thema zu. Den antiken Vorbildern folgend idealisierten sie oft das Goldene Zeitalter und sehnten seine Rückkehr herbei. Bei manchen Autoren trat zu den traditionellen Merkmalen der mythischen Urzeit ein neues Motiv hinzu: das Ideal erotischer Unbefangenheit und Freizügigkeit. Kritiker bewerteten das idealisierte einfache Leben im Einklang mit der Natur jedoch als fortschritts- und kulturfeindlich.

## Der antike Mythos

### Hesiod
Der erste europäische Autor, der den Mythos erzählt, ist der Dichter Hesiod (spätes 8. oder frühes 7. Jahrhundert v. Chr.). Er spricht aber nicht von einem Goldenen Zeitalter, sondern nur von einem „goldenen Geschlecht“, einer Menschengattung, die in ferner Vergangenheit lebte. In seinem Lehrepos Werke und Tage schildert Hesiod die Zeit des goldenen Geschlechts, das die unsterblichen Götter geschaffen hatten. Damals herrschte im Himmel der göttliche Titan Kronos, der Vater des Zeus. Die Menschen lebten sorglos wie Götter in ungestörtem Frieden, frei von Kummer, Plagen und Jammer, hüteten ihre großen Viehherden und genossen ihre üppigen Mahlzeiten. Ein Hauptmerkmal jener Zeit war, dass die Erde von sich aus die benötigte Nahrung reichlich hervorbrachte. Daher war anstrengende Landarbeit unnötig. Die Menschen waren mit den Göttern befreundet und kannten kein Unheil. Ihre Körper alterten nicht, ihr Tod war ein Einschlafen. Später wurden sie von Zeus in wohlwollende Geister verwandelt, die in den folgenden Zeitaltern die Sterblichen behüteten und beschenkten. Diese Aufgabe nehmen sie weiterhin wahr.
Als das goldene Geschlecht ausgestorben war, folgte nach Hesiods Darstellung das „viel geringere“ silberne, das dem goldenen körperlich und geistig weit unterlegen war. Es handelte sich um eine von den Göttern neu geschaffene Menschengattung, der es an Vernunft und Maß fehlte und die bereits dem Leid unterworfen war. Nach relativ kurzer Zeit ging dieses Geschlecht zugrunde. Im nächsten Zeitalter, in dem wiederum eine andere Menschenart lebte, trat weiterer Niedergang ein. Es folgte die Ära der Heroen. In der fünften und letzten Epoche, der des eisernen Geschlechts, haben sich sowohl der Charakter der Menschen als auch ihre Lebensverhältnisse drastisch verschlechtert. Die Gegenwart bildet den Tiefpunkt der bisherigen Entwicklung. Für die Zukunft ist noch Schlimmeres zu erwarten. Schließlich wird Zeus die Menschheit vernichten.

### Orphik
Die Orphiker waren eine aus Thrakien stammende religiöse Bewegung, die sich ab dem 6. Jahrhundert v. Chr. im griechischen Sprachraum ausbreitete. Sie vertraten ähnliche Vorstellungen wie Hesiod. Auch sie benannten die Geschlechter (Menschengattungen) nach Metallen. Ihre Weltalterlehre setzt die chronologische Struktur des von Hesiod erzählten Mythos voraus, doch betonten sie nicht die zeitliche Aufeinanderfolge der Menschengeschlechter, sondern deren unterschiedliche charakterliche Qualität. Ihr Anliegen war eine Einteilung der Menschheit in drei Klassen nach dem Kriterium der Tugendhaftigkeit. Unklar ist, ob sie von Hesiods Darstellung ausgingen oder unabhängig von ihm – vielleicht durch direkten Rückgriff auf eine orientalische Überlieferung – zu ihrer Kenntnis des Metallmythos gelangten.
Bei den Orphikern waren unterschiedliche Versionen des Mythos verbreitet. Nach einer Variante regierte wie bei Hesiod zuerst Kronos, nach einer anderen war der Herrscher zur Zeit des goldenen Geschlechts der Gott Phanes und die Epoche des Kronos war die anschließende Zeit des silbernen Geschlechts; dann kam Zeus an die Macht und schuf das dritte Geschlecht, das der Titanen. Die Orphiker teilten Hesiods Ansicht, wonach in ältesten Zeiten eine konsequente Friedfertigkeit geherrscht hatte. Platon berichtet, dass bei ihnen Fleischnahrung und Tieropfer verpönt waren, da sie jedes Blutvergießen für unfromm hielten, und dass die Überzeugung verbreitet war, die gewaltlose „orphische“ Lebensweise sei einst allgemein praktiziert worden.

### Empedokles
Im 5. Jahrhundert v. Chr. verkündete der Philosoph Empedokles, ein Vorsokratiker, einen kosmologischen und kulturhistorischen Mythos, der Übereinstimmungen mit dem Weltaltermythos Hesiods und der Orphiker aufweist. Wie Hesiod vertrat er die Idee einer ursprünglichen Friedfertigkeit, Unschuld und Eintracht in der gesamten Natur einschließlich der menschlichen Gesellschaft. Auf ein ideales Zeitalter folgte eine Periode zunehmenden Verfalls, die zu den gegenwärtigen Verhältnissen geführt hat. Die Verschlimmerung wird sich zwangsläufig weiter fortsetzen und schließlich zu einem Zustand maximaler Zwietracht führen. Dann muss ein Umschwung einsetzen, der eine Entwicklung in die Gegenrichtung einleitet. Es handelt sich um einen Kreislauf, der mit der Wiederherstellung des ursprünglichen Idealzustands enden wird. Der zyklische Wandel manifestiert sich sowohl kosmisch-naturgeschichtlich als auch kulturgeschichtlich. Als Triebkraft der zyklischen Entwicklung betrachtet Empedokles die Auseinandersetzung zweier abwechselnd dominierender Urkräfte, die er „Liebe“ und „Streit“ nennt.
Ein Unterschied zwischen dem Modell des Empedokles und dem Weltaltermythos Hesiods und der Orphiker besteht darin, dass bei Empedokles nicht von verschiedenen nacheinander auftretenden Menschengeschlechtern und ihnen zugeordneten Metallen die Rede ist. Empedokles unterscheidet in der Geschichte des Universums vier Phasen: die Periode der Vorherrschaft der Liebe, die Periode der zunehmenden Macht des Streits, die Periode der Vorherrschaft des Streits und die Periode der zunehmenden Macht der Liebe. Seine eigene Epoche ordnet er der zweiten Phase zu, in welcher die trennende und die vereinende Kraft miteinander ringen und der Streit die Oberhand gewinnt. In der Zeit, in der die Liebe dominiert, regiert nicht wie bei Hesiod Kronos, sondern die Liebesgöttin Kypris (Aphrodite). Die Überlieferung, der zufolge Kronos in dieser Phase herrscht, lehnt Empedokles ausdrücklich ab.

### Platon, Aristoteles und Dikaiarch

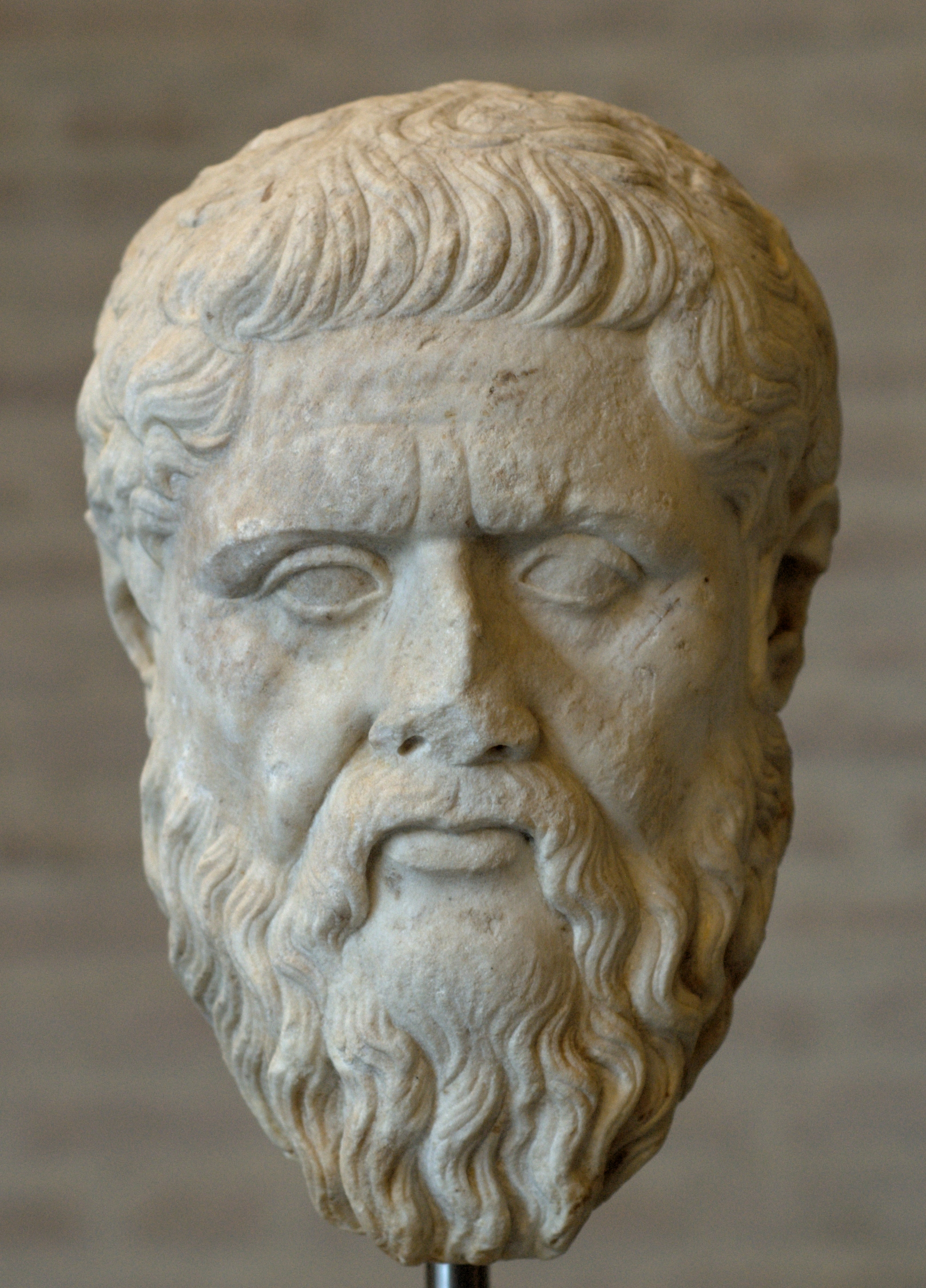
Büste Platons in der Glyptothek München

Platon macht in seinen Dialogen unterschiedliche Angaben über die in ferner Vergangenheit liegenden Epochen der Menschheitsgeschichte. Da es sich um mythische Aussagen handelt, bemüht er sich nicht um die Ausarbeitung eines festen Systems. Er bringt die mythische Frühzeit nicht mit Gold in Verbindung, sondern bezeichnet sie nur als die Zeit des Lebens unter Kronos. In den Dialogen Politikos und Nomoi schildert er den damaligen Zustand. Wie in der älteren mythischen Überlieferung ist auch bei Platon die Epoche, in der Kronos die Welt lenkte, durch Vollkommenheit des Lebens gekennzeichnet; die unerfreulichen Verhältnisse der Gegenwart sind das Resultat eines seither eingetretenen Verfalls. Unter der Herrschaft des Kronos waren Krieg und Zwiespalt unbekannt, gesetzliche Regelungen überflüssig, das Leben verlief ohne Anstrengung. Die Menschen verzehrten kein Fleisch und brauchten keinen Ackerbau zu treiben, sondern ernährten sich nur von dem, was die Erde ihnen von selbst gab. Sie bewegten sich unbekleidet im Freien, da das Klima dies ermöglichte. Zwischen Menschen und Tieren gab es sprachliche Verständigung. Auch unter den Tieren herrschte Frieden, sie dienten einander noch nicht zur Speise. Mit der Vorstellung vom Tierfrieden greift Platon ein Motiv auf, das schon in orphischem Gedankengut auftaucht.
Im Unterschied zu Hesiod unterscheidet Platon nur zwei Phasen: die der Herrschaft des Kronos, in der die Verhältnisse optimal sind, und die Verfallszeit, zu der die Gegenwart gehört. Die beiden Phasen lösen einander zyklisch ab. In der Zeit des Kronos untersteht die Welt einer durchgreifenden göttlichen Lenkung. Die Verfallszeit, die Epoche des Zeus, ist durch einen gewissen Rückzug der Götter gekennzeichnet; Menschen und Tiere bleiben sich selbst überlassen. Das führt zu wachsender Verwirrung und immer schlimmerem Unheil, bis schließlich der höchste Gott wieder das Steuer ergreift. Auf der kosmischen Ebene sind die Merkmale der beiden Phasen entgegengesetzte Umdrehungen des Weltalls um die Erde, welche die Mitte des Kosmos bildet. In der Verfallszeit obliegt den Menschen die Aufgabe, die vorbildliche Lebensweise der Kronos-Zeit soweit möglich nachzuahmen.
Auf Hesiods Angaben über die nach Metallen benannten Menschengattungen nimmt Platon mehrfach ausdrücklich Bezug. Dabei geht es ihm aber nicht um den Weltaltermythos. Den Gedanken einer Einteilung der Menschen nach ihrer Veranlagung bezieht er nicht auf Menschengattungen, die einander in mythischer Vergangenheit in chronologischer Abfolge ablösten, sondern auf die Gegenwart und die Zukunft. Mit den „Geschlechtern“, die Metallen von unterschiedlichem Wert entsprechen, meint er Personentypen von unterschiedlicher Begabung und Bildungsfähigkeit, denen er unter seinen Zeitgenossen begegnet. Unter diesem Gesichtspunkt teilt er die Menschen in drei Gruppen auf: goldene, silberne und eherne oder eiserne. Platons mythische Ausdrucksweise lautet, der Schöpfer habe den einen Gold, den anderen Silber, den anderen Eisen und Erz „beigemischt“. Meist entsprechen die Kinder diesbezüglich ihren Eltern, doch kommt es auch vor, dass sie einer anderen Gattung angehören. Gemäß dem Dreierschema soll jeder nach seiner Veranlagung – nicht nach seiner Herkunft – an den ihm gebührenden Platz gestellt werden. In der hierarchischen Ordnung von Platons Idealstaat gehört jeder Bürger einem der drei Stände (Herrscher, Wächter, Erwerbstätige) an. Die Herrscherrolle steht dem Stand der „goldenen“ Personen zu. Im Idealstaat regieren sie allein und grenzen sich scharf von den beiden anderen Ständen ab. Vermischung der Stände führt zu Konflikten und Unheil.
Schon Aristoteles bezeugt eine metaphorische Begriffsverwendung. Er berichtet, die Athener hätten die Epoche der Tyrannis des Peisistratos (6. Jahrhundert v. Chr.) rückblickend als Zeit des „Lebens unter Kronos“ verklärt, da es ihnen später viel schlechter ging. Aristoteles’ Schüler Dikaiarch versuchte Hesiods Darstellung als glaubhaft zu erweisen, indem er die Verhältnisse in der Ära des goldenen Geschlechts auf natürliche Ursachen zurückführte, die sich aus den damaligen Lebensbedingungen ergaben. Beispielsweise waren die Menschen gesund, weil sie nicht körperlich schwer arbeiten mussten und weil sie sich maßvoll ernährten. Zur Kriegführung bestand kein Anlass, da es keinen Besitz gab, um den man hätte streiten können. Einer verbreiteten Anschauung folgend wertete Dikaiarch die Einführung des Ackerbaus als Frevel an der Natur. Das Leben auf der Basis dessen, was die Natur von sich aus zur Verfügung stellt, ist bei Dikaiarch nicht wie bei Hesiod durch Fülle und Üppigkeit, sondern im Gegenteil durch Kargheit gekennzeichnet, was er aber positiv wertet, da es der Gesundheit zuträglich sei.

### Kynismus
Dem Lob der Urzeit, in der es noch keine Zivilisationsgüter gab, schlossen sich auch die Kyniker an. Sie idealisierten den zivilisationsfernen mythischen Urzustand gemäß ihrem asketischen, zivilisationsfeindlichen Lebensideal. Dabei hoben sie den Aspekt der anfänglichen Genügsamkeit der Menschheit hervor. Sie meinten, die späteren Neuerungen (Städtewesen, Nutzung des Feuers, Technik) hätten nichts genützt, sondern nur zu Verweichlichung, Luxus und Konflikten geführt.

### Aratos und die Übersetzer und Bearbeiter seines Gedichts
Im 3. Jahrhundert v. Chr. präsentierte der in der Folgezeit außerordentlich einflussreiche Dichter Aratos von Soloi eine abgewandelte Version des Mythos in seinem Lehrgedicht Phainomena. Das Gedicht wurde Schullektüre und war bis in die byzantinische Zeit vielen Schülergenerationen der griechischsprachigen Welt vertraut.
Bei Aratos ist das Zeitalter des goldenen Geschlechts von der ständigen Anwesenheit der Gerechtigkeitsgöttin Dike geprägt. Dike lebt auf der Erde und begegnet den Sterblichen unmittelbar von Angesicht zu Angesicht. Sie übt die Herrschaft aus, sorgt für die Bedürfnisse der Menschen und für die Wahrung der Gerechtigkeit. Das Leben ist einfach, gewaltsame Auseinandersetzungen sind unbekannt. Im Gegensatz zu Hesiod und Platon lässt Aratos das goldene Geschlecht bereits Ackerbau mit Pflugstieren treiben, für die Nahrungsbeschaffung ist also schon damals eine erhebliche Anstrengung erforderlich. Die Ernährung ist aber noch rein vegetarisch, es werden keine Tiere getötet. Vor allem die Schlachtung des Pflugstiers ist unvorstellbar, das ist ein erst viel später in der Zeit des ärgsten Sittenverfalls aufgekommener Frevel. Aratos betont den Gegensatz zwischen dieser autarken, genügsamen und völlig friedlichen Lebensweise einerseits und Seefahrt und Handel, die erst später aufkamen, andererseits. In der folgenden Epoche des silbernen Geschlechts zieht sich Dike ins Gebirge zurück. Da sie mit dem Verhalten der Menschen unzufrieden ist, reduziert sie ihren Umgang mit ihnen stark, weist sie scharf zurecht und kündigt künftiges Unheil an. Es folgt die Epoche des ehernen Geschlechts, in der Schwerter geschmiedet werden und Raub, Mord und Krieg aufkommen. Angesichts dieser Verhältnisse verlässt Dike die Erde und überlässt die Menschheit ihrem Schicksal.
Aratos’ Werk wurde auch in Rom gelesen. Cicero fertigte eine wörtliche Übersetzung ins Lateinische an, Germanicus eine freie, die den griechischen Stoff mit römischen Vorstellungen und Begriffen anreichert. Germanicus lässt für das Goldene Zeitalter den von Aratos angenommenen Ackerbau weg, bei ihm deckt wie in den ältesten Versionen des Mythos die Erde die Nahrungsbedürfnisse der Menschen ohne deren Zutun. Eine noch freiere Bearbeitung von Aratos’ Gedicht stammt von dem spätantiken Dichter Avienus, der sich teils der Version des Germanicus anschließt. Das Motiv der damals noch unbekannten Seefahrt hebt Avienus besonders hervor. Die Genügsamkeit und Ehrlichkeit der Menschen des Goldenen Zeitalters steht bei ihm in scharfem Kontrast zur Habsucht und Betrügerei der Kaufleute in der späteren Verfallszeit, in der die vom Fernhandel angeregte Luxussucht überhandnimmt. Im Goldenen Zeitalter gibt es noch keinen privaten Landbesitz. Avienus nutzt den Mythos zur Propagierung einer stoisch gefärbten römischen Tugendlehre.

### Fest
Zu Ehren des Kronos wurde das Fest der Kronia gefeiert, über dessen Ursprung und Bedeutung wenig bekannt ist. Den Kronia entsprachen in Rom die außerordentlich populären Feierlichkeiten der Saturnalien. Die Saturnalien gehörten zum Kult des italischen Gottes Saturn. Saturn wurde traditionell mit Kronos identifiziert. Daher pflegte man das Goldene Zeitalter, in dem Kronos die Welt regierte, lateinisch auch Saturnia regna („Herrschaft Saturns“) zu nennen. Seit dem Ende des Goldenen Zeitalters lenkt nach der römischen Mythologie Jupiter, Saturns Sohn und Nachfolger, den Kosmos. Jupiter entspricht dem griechischen Zeus.
Ein Hauptmerkmal der Saturnalien und zumindest ab dem 2. Jahrhundert v. Chr. auch der Kronia war die vorübergehende Aufhebung der gesellschaftlichen Ordnung. Sklaven speisten gemeinsam mit ihren Herren oder wurden sogar von ihnen bedient. Ausgelassenheit und reichlicher Weingenuss erleichterten geschlechtliche Kontakte. Der Geschichtsschreiber Pompeius Trogus und der spätantike Gelehrte Macrobius meinten, die während des Festes praktizierte Freizügigkeit solle an die egalitären Verhältnisse in der mythischen Urzeit unter Saturn erinnern. Die Annahme, dass tatsächlich ein Zusammenhang zwischen dem Mythos und dem Saturnalienfest sowie auch den griechischen Kronia besteht, wird in der Forschung als plausibel betrachtet.

### Dichter der augusteischen Zeit
Berühmte römische Dichter der augusteischen Zeit thematisieren den Gegensatz zwischen dem Goldenen Zeitalter und späteren Epochen.
Vergil

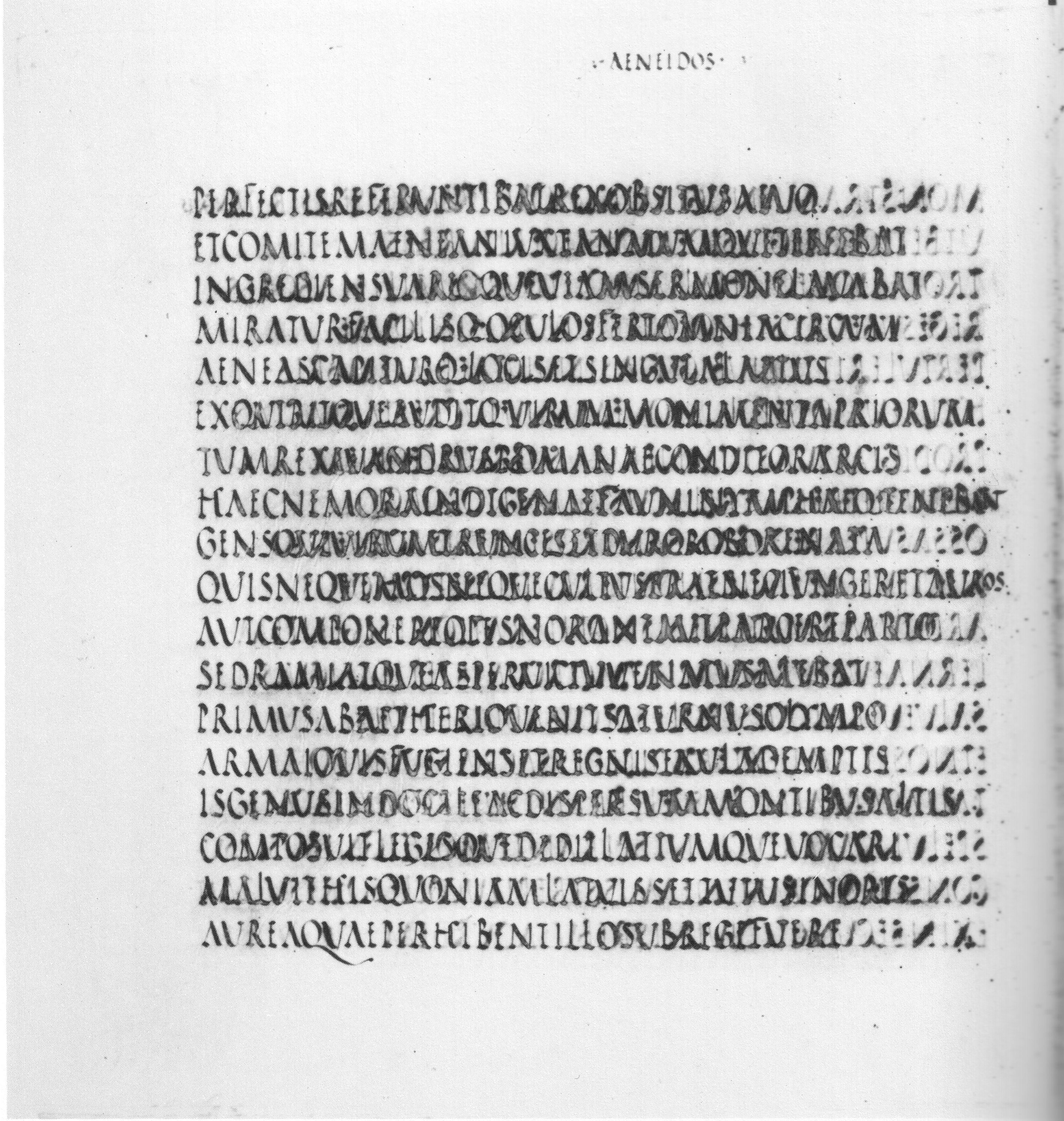
Der Beginn der Verse über das Goldene Zeitalter Latiums in einer spätantiken Handschrift von Vergils Aeneis (Vergilius Romanus)

Ein Motiv, das die herkömmliche Goldzeitvorstellung ergänzt und zugleich abwandelt, präsentiert Vergil in der Aeneis: Er lässt den von Jupiter entmachteten Saturn nach Latium fliehen. Dort übernimmt der Flüchtling die Herrschaft und verhilft der Bevölkerung zu einem regionalen Goldenen Zeitalter. Diese Blütezeit ist durch Frieden gekennzeichnet, aber auch durch die Notwendigkeit von Landarbeit und Gesetzgebung, denn das paradiesische weltweite Goldene Zeitalter ist vorbei. Der von Saturn geprägten Epoche der Geschichte Latiums setzt später ein neues, übel veranlagtes Geschlecht ein Ende. Diese Variante des Mythos verknüpft die Goldzeitvorstellung mit dem Ackerbau, dessen Geringschätzung seitens der älteren mythischen Überlieferung Vergil nicht teilt. Bei seiner allgemeinen Verherrlichung des bäuerlichen Lebens als einer idealen Daseinsform bedient sich der Dichter mancher Anklänge an den Mythos von einer idealen Epoche der fernen Vergangenheit. Er meint, es seien Spuren der damaligen Sitten im Landleben bis in die Gegenwart zurückgeblieben. Das Goldene Zeitalter Latiums unterscheidet sich vom universalen Goldenen Zeitalter der hesiodischen Tradition dadurch, dass es nicht die erste Ära ist. Vielmehr geht der regionalen goldenen Zeit in Latium eine Epoche primitiven Lebens und roher Sitten voraus. Saturn beseitigt mit seinem Eingreifen die anfängliche Barbarei. Er führt die zuvor verstreut lebenden Menschen zusammen, ordnet ihr Zusammenleben und leitet damit die Bildung eines gesellschaftlichen Verbandes ein. Die Legende von Saturns Exil in Italien geht auf eine Erzählung des griechischen Schriftstellers Euhemeros zurück, die Ennius ins Lateinische übersetzt hatte.
Tibull
Der römische Dichter Tibull (1. Jahrhundert v. Chr.) schildert wehmütig die idyllischen Verhältnisse, die bestanden, als noch Saturn die Welt regierte. Tibull nennt die herkömmlichen Merkmale: das Fehlen des Ackerbaus, des Grundbesitzes und der Gewinnsucht, die später zu Seefahrt und Fernhandel geführt hat, sowie die allgemeine Arglosigkeit, Unbesorgtheit und Gewaltlosigkeit. Dem damaligen segensreichen Dasein stellt der Dichter die Angst und Not in den kriegserfüllten Zeiten unter Jupiters Herrschaft gegenüber. In anderem Zusammenhang, ohne direkte Bezugnahme auf den Zeitaltermythos, erwähnt Tibull, dass die „Alten“ (Menschen der Urzeit) sich von Eicheln ernährten und „einander überall liebten“, also eine freie Erotik praktizierten. Tibulls Zeitgenosse Properz hingegen ist der Ansicht, die Frauen seien, als Saturn regierte, noch keusch und treu gewesen.
Tibulls Idealisierung der Urzeit ist nicht Ausdruck einer durchgängig konsequent vertretenen Weltanschauung, sondern einer bei ihm zeitweilig vorherrschenden Stimmung; er hat auch Gedichte verfasst, in denen er die Kulturentstehung als Fortschritt würdigt.
Horaz
Ein anderer berühmter Dichter, Horaz, greift einen besonderen Aspekt heraus. Nach seiner Darstellung sind die Menschen des Goldenen Zeitalters von Jupiter in Gefilde der Seligkeit versetzt worden, die sich auf fernen Inseln befinden. Dort leben sie weiterhin in paradiesischen Verhältnissen (reichliche Nahrung ohne Landarbeit, keine Seuchen und schädlichen Tiere, optimales Klima). Dieses Schicksal hatte Hesiod den Heroen des vierten Geschlechts zugewiesen, die von Zeus auf die „Inseln der Seligen“ am Rande der Erde versetzt worden seien. Horaz überträgt das Motiv des Fortlebens im Reich der seligen Inseln auf das erste Geschlecht.
Ovid
In den ersten Jahren des 1. Jahrhunderts gibt der römische Dichter Ovid dem Mythos Hesiods eine neue, einprägsame Gestalt. Im ersten Buch seiner Metamorphosen beginnt er die Verherrlichung des Goldenen Zeitalters mit den berühmten Worten Aurea prima sata est aetas ... („Als erstes entstand das Goldene Zeitalter“). Die seither neben dem in der Antike häufigeren Ausdruck aurea saecula bzw. aureum saeculum verwendete, heute gängige Bezeichnung aurea aetas für das Goldene Zeitalter ist vor Ovid nicht belegt.
Ovids Goldenes Zeitalter kennt keine Gesetze und Gesetzeshüter, keine Furcht und Strafe. Ohne Zwang tut jeder das Rechte und hält sein Wort. Die Merkmale, die der Dichter anführt, sind die herkömmlichen: eine von sich aus alle Nahrungsbedürfnisse befriedigende Erde, daher kein Ackerbau; völliger Friede unter den Menschen sowie zwischen Menschen und Tieren, vegetarische Ernährung, Viehzucht nur zur Milchgewinnung; allgemeine Genügsamkeit, Unbesorgtheit und Unschuld; keine Seefahrt und kein Kontakt mit fremden Völkern. Der Lenker dieser paradiesischen Welt ist Saturn. Eine Besonderheit in Ovids Schilderung ist das Motiv des ewigen Frühlings, der ein Leben im Freien ermöglicht. Ovid ist der erste Dichter, der das stets ausgeglichene Klima als Merkmal des Goldenen Zeitalters anführt; vor ihm ist es in der Geschichte des Mythos nur bei Platon bezeugt.
Mit dem Sturz Saturns, der von seinem Sohn Jupiter entmachtet wird, beginnt das Silberne Zeitalter. Es bringt erste Verschlechterungen: Da der Wechsel der Jahreszeiten einsetzt, werden Behausungen benötigt, die Lebensmittelversorgung ist nur noch mit Ackerbau möglich. In den späteren Zeitaltern setzt sich der Niedergang fort und die Lebensbedingungen werden immer ungünstiger. Zunächst kommt Gewaltbereitschaft auf, später entsteht eine verbrecherische Gesinnung. Erst im Eisernen Zeitalter, der letzten und schlimmsten Zeit, wird privater Landbesitz eingeführt und die Ausbeutung von Bodenschätzen in Angriff genommen. Die rühmende Schilderung der vorbildlichen Sitten der mythischen Urzeit dient bei Ovid auch der indirekten Kritik an der Gegenwart.

### Octavia
In der fälschlicherweise Seneca zugeschriebenen Tragödie Octavia präsentiert ein unbekannter römischer Dichter des 1. Jahrhunderts eine Version des Weltaltermythos, die den Einfluss Aratos’ und vor allem Ovids erkennen lässt und zugleich von stoischen Vorstellungen ausgeht. Der Philosoph und Staatsmann Seneca tritt in dem Stück auf und hält einen Monolog, in dem er auf den kosmischen Kreislauf von Weltentstehungen und Weltuntergängen eingeht. Den idealen Urzustand und die seitherigen Verfallsperioden stellt er ohne Rückgriff auf die gängigen Metallbezeichnungen dar. Mit jedem Weltuntergang wird die degenerierte Menschheit vernichtet, mit jeder Weltschöpfung entsteht eine neue Menschheit. Der kosmische Neuanfang ist der Beginn einer neuen Herrschaft Saturns, in dessen Auftrag die Gerechtigkeitsgöttin Justitia die Lenkung der Erde übernimmt. Waffen, ummauerte Städte, Kriege und Privateigentum sind noch unbekannt. Im zweiten Zeitalter setzt der Niedergang ein. Erst im vierten und letzten Zeitalter, der Endphase der Zerrüttung, werden Jagd, Fischfang und Ackerbau eingeführt. Dann folgt der Weltuntergang und nach ihm eine neue goldene Zeit.

### Sibyllinisches Orakel
Im ersten Buch der Sibyllinischen Orakel wird eine Weltalterlehre dargestellt, in der biblische Vorstellungen dominieren, aber auch hesiodische Motive eine wichtige Rolle spielen. Beschrieben wird eine Abfolge von Geschlechtern, die mit Adam und Eva beginnt. Die ersten fünf Geschlechter lebten vor der Sintflut, das sechste schließt unmittelbar an die Sintflut an. Die Menschen des ersten Geschlechts führten zunächst wie bei Hesiod ein sorgenfreies Leben, das mit einem Tod endete, der dem Einschlafen glich. Sie waren langlebig und von Gott geliebt. Später verfielen sie jedoch der Sünde und ihre Sitten wurden verbrecherisch. Schließlich griff Gott ein, vernichtete sie und schuf ein neues, zweites Geschlecht, das Ackerbau und Seefahrt erfand. Alle vorsintflutlichen Geschlechter gingen wegen ihrer Sündhaftigkeit zugrunde, worauf Gott jeweils ein neues Geschlecht schuf. Die Sibylle, die als Urheberin der Weissagung auftritt, stellt sich als Angehörige des sechsten Geschlechts dar, das mit Noach begann und ausdrücklich als „golden“ bezeichnet wird. Es entspricht dem „goldenen Geschlecht“ Hesiods. Wie bei Hesiod altern in der sibyllinischen Version die Menschen dieses Weltalters nicht und sind immer gesund, für ihre Nahrung sorgt die Erde von sich aus und beim Sterben schlafen sie friedlich ein. Sie haben Umgang mit Zebaot, dem biblischen Gott; Kronos regiert als König. Auf das Zeitalter des goldenen Geschlechts folgt nach der Prophezeiung der Sibylle die Epoche der Titanen.

### Spätantike
Im frühen 4. Jahrhundert befasst sich der Kirchenvater Laktanz eingehend mit dem Mythos vom Goldenen Zeitalter und deutet ihn christlich um. Den Darstellungen der paganen Dichter billigt er einen gewissen Wahrheitsgehalt auch im Rahmen der christlichen Lehre von der Heilsgeschichte zu. Er meint, die Dichter hätten richtig erkannt, dass es einst eine Epoche gegeben habe, in der Gerechtigkeit herrschte und nur der eine wahre Gott verehrt wurde. Damals seien keine Kriege oder sonstigen gewalttätigen Auseinandersetzungen vorgekommen, Waffen seien unbekannt und die Menschen frei von Arglist und Habsucht gewesen. Zwar habe es Privatbesitz gegeben, doch seien die Besitzenden großzügig gewesen und hätten mildtätig für die Bedürfnisse der Armen gesorgt. Der Herrscher des Goldenen Zeitalters, Saturn, ist bei Laktanz kein Gott, sondern ein menschlicher König.
Der Sturz Saturns, der von seinem eigenen Sohn Jupiter entthront wurde, setzte dem Goldenen Zeitalter ein Ende und führte alle Übel der folgenden Zeiten herbei, denn nun erlosch der Kult des wahren Gottes. Mit dem Untergang der rechten Gottesverehrung war zwangsläufig das Verschwinden der Gerechtigkeit und der Solidarität und das Aufkommen der Laster und Verbrechen verbunden. In Jupiter sieht Laktanz einen verbrecherischen Menschen, der sich als Gott verehren ließ, was schließlich zur Einführung des Polytheismus führte, da auch Jupiters Nachkommen göttliche Verehrung erhielten.
In Übereinstimmung mit der paganen Überlieferung glaubt Laktanz, dass sich die üblen Verhältnisse seiner Gegenwart künftig noch weiter verschlimmern werden. Dies wird in solchem Maße der Fall sein, dass man die jetzige Zeit im Vergleich mit der künftigen Epoche heilloser Bösartigkeit rückblickend als „glücklich und beinahe golden“ beurteilen wird.
Der Neuplatoniker Proklos († 485) deutet den Weltaltermythos Hesiods als didaktischen Kunstgriff, mit dem zeitlose Tatsachen in den Rahmen einer chronologisch aufgebauten Erzählung eingeordnet werden. Proklos meint, Hesiod wolle mit der Schilderung eines goldenen Geschlechts, das ein Leben wie die Götter führt, auf das Göttliche im Menschen hinweisen.
Im frühen 6. Jahrhundert schildert Boethius in seiner Consolatio philosophiae das Goldene Zeitalter als glückliche Zeit der Genügsamkeit und des Friedens, wobei er dem Vorbild der verbreiteten Darstellungen römischer Dichter folgt. Er äußert den Wunsch einer Rückkehr zu den damaligen Sitten und beklagt die Besitzgier, die dem entgegenstehe.

### Das Goldene Zeitalter als Gegenwart oder anbrechende Zukunft
Die Vorstellung, dass es der eigenen Generation vergönnt sei, den Anfang eines neuen Goldenen Zeitalters zu erleben, steht der traditionellen Erwartung weiterer Verschlimmerung entgegen. Gemeint ist entweder mythisch eine Wiederkehr des ursprünglichen Goldenen Zeitalters nach Beendigung eines Kreislaufs oder metaphorisch eine glückliche Friedenszeit. Die optimistische Annahme, der Kulturverfall habe seinen Tiefstpunkt überschritten, widerspricht dem Kulturpessimismus der herkömmlichen Ausprägung des Weltaltermythos.
Vergil

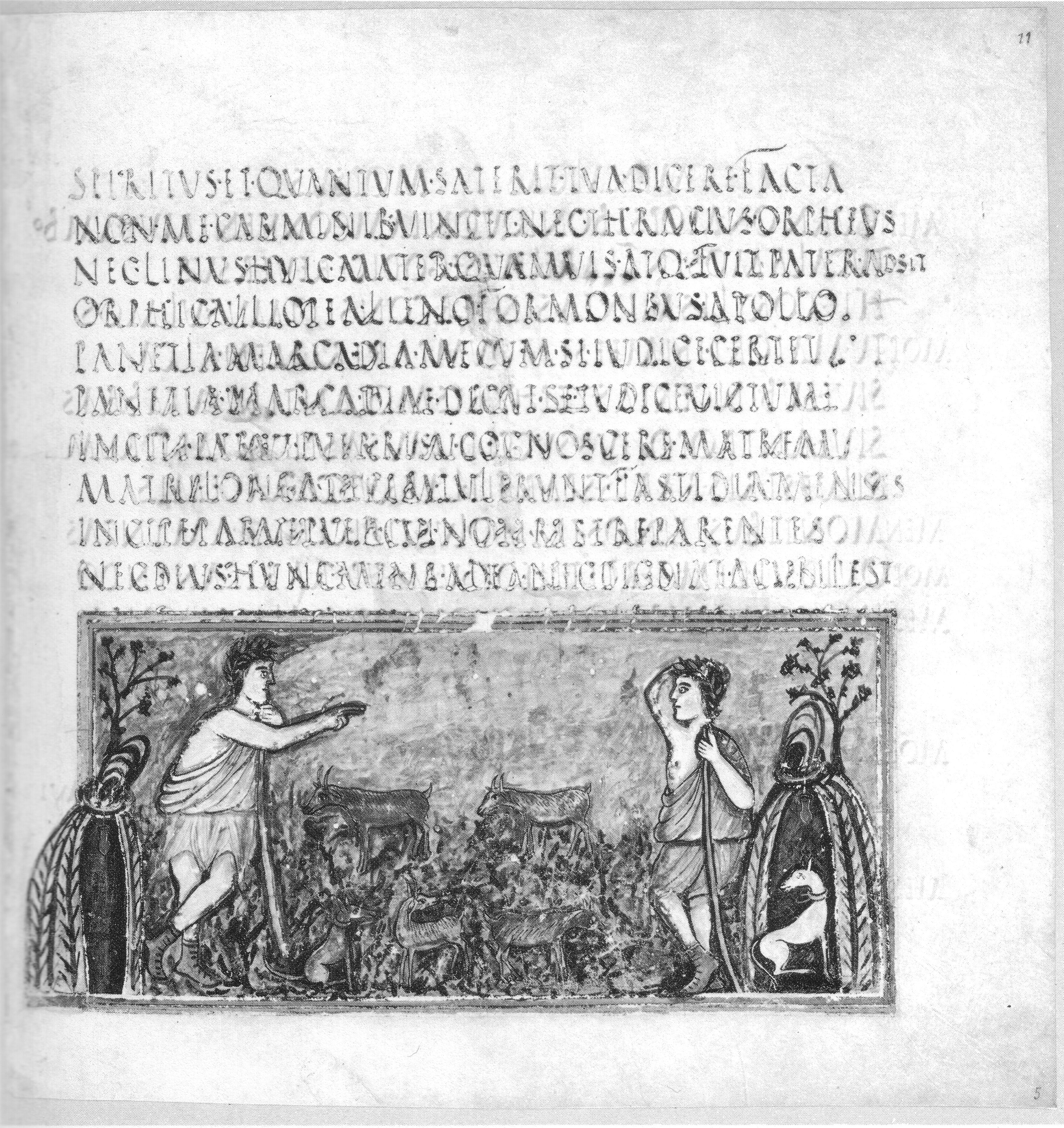
Das Ende der vierten Ekloge in einer spätantiken Handschrift von Vergils Bucolica („Vergilius Romanus“)

Die Idee der Wiederkehr paradiesischer Verhältnisse in der Gegenwart taucht in der Antike erstmals bei Vergil auf, in der berühmten vierten Ekloge. Dort verkündet der Dichter den Anbruch einer neuen, mit der Geburt eines mysteriösen Knaben beginnenden Zeit, welche die bisherige eiserne Epoche ablöst. Die Jungfrau (Gerechtigkeitsgöttin) kehrt zurück, Saturn übernimmt wieder die Herrschaft. Die neue Ära soll typische Merkmale des mythischen Goldenen Zeitalters tragen: Segensfülle der Natur, Tierfrieden, eine von sich aus alle benötigte Nahrung spendende Erde und dadurch Wegfall von Ackerbau, Seefahrt und Handel. Diese Einzelheiten lassen erkennen, dass das nicht metaphorisch, sondern konkret gemeint war. In anderem Zusammenhang nennt der Dichter später ausdrücklich den damals regierenden Kaiser Augustus als denjenigen, der ein neues Goldenes Zeitalter herbeiführt.
Bei Vergil bezeichnet erstmals das Eigenschaftswort „golden“ nicht nur eine Menschengattung (das „goldene Geschlecht“), die zu einer bestimmten Zeit lebte, sondern auch das Zeitalter als solches (aurea saecula). Erst damit taucht der seit Vergil in der lateinischen Literatur geläufige Begriff „Goldenes Zeitalter“ auf, den die griechischen Quellen nicht kennen.
Propaganda und Spott
Nach Vergils Vorbild wird in der römischen Kaiserzeit der Begriff „Goldenes Zeitalter“ im Rahmen des Herrscherlobs (Panegyrik) und der kaiserlichen Selbstdarstellung eingesetzt, um den Glanz der eigenen Zeit und den Erfolg des regierenden Kaisers zu verherrlichen. Schon am Anfang der Regierungszeit Neros verkündet Seneca in seiner Satire Apocolocyntosis die Begründung eines neuen Goldenen Zeitalters durch den jungen Herrscher. Der Dichter Calpurnius Siculus, ein Anhänger Neros, preist das Goldene Zeitalter (aurea aetas), das dank Nero „wiedergeboren wird“; Saturns Herrschaft wird erneuert, das Volk kehrt zu den alten Sitten zurück, der Krieg verschwindet restlos. Im zweiten der ebenfalls aus neronischer Zeit stammenden, anonym überlieferten „Einsiedler Gedichte“ ist von der gegenwärtigen „goldenen Herrschaft“ die Rede; die Tage Saturns sind wiedergekehrt, es herrscht wieder die alte Gesittung, man lebt sorglos und gewaltfrei, Raubtiere wie Tiger und Löwen werden zu zahmen Nutztieren. Die unbebaute Erde trägt Früchte in Fülle, doch sind Ackerbau und Seefahrt nicht abgeschafft. Die Angleichung der Gegenwart an die mythische Vergangenheit ist in diesem Gedicht so übertrieben, dass manche Forscher vermuten, es handle sich um eine gegen den Kaiser und die Nero-Panegyrik gerichtete Parodie.
Die kaiserliche Propaganda griff das Motiv auf. Kaiser Hadrian ließ Münzen mit der Inschrift Saeculum aureum („Goldenes Zeitalter“) prägen, womit er auf seine Zeit Bezug nahm. Kaiser Commodus nannte seine Herrschaftszeit offiziell das „goldene commodianische Zeitalter“.
Der Gedanke einer Wiederkehr des Goldenen Zeitalters in der Gegenwart stieß bei Spöttern auf beißende Kritik. So schrieb Ovid in seiner „Liebeskunst“, die jetzigen Zeiten seien wahrhaft golden, denn mit Gold verschaffe man sich Liebe und höchste Ämter. Über Kaiser Tiberius spottete der Volksmund, er habe das Goldene Zeitalter Saturns beendet und solange er lebe, werde das Eiserne Zeitalter dauern.
Spätantike
Der Kirchenvater Laktanz behauptet bei seiner Schilderung des künftigen Tausendjährigen Reiches Christi, es werde dann das eintreten, was den Angaben der Dichter zufolge im Goldenen Zeitalter unter der Herrschaft Saturns der Fall war. Laktanz nennt die gängigen Merkmale: Die unbebaute Erde bringt überreiche Frucht hervor, die Raubtiere werden friedfertig, Ackerbau, Seefahrt und Fernhandel werden abgeschafft, die Menschen führen ein sehr ruhiges und üppiges Leben. Dafür beruft sich Laktanz auf Vergils vierte Ekloge, die er zitiert, sowie auf die Sibyllenorakel.
Panegyriker bescheinigen Kaisern wie Diokletian und Konstantin dem Großen eine Wiederherstellung der goldenen Zeit. Der Hofdichter Claudian schildert die bevorstehende Herrschaft des Kaisers Honorius, des Sohnes und Nachfolgers Theodosius’ I., als Goldenes Zeitalter. In Claudians Gedicht In Rufinum prophezeit die Gerechtigkeitsgöttin Justitia, dass unter Honorius die paradiesischen Verhältnisse der mythischen Urzeit ohne Ackerbau und privaten Grundbesitz wiederkehren werden.

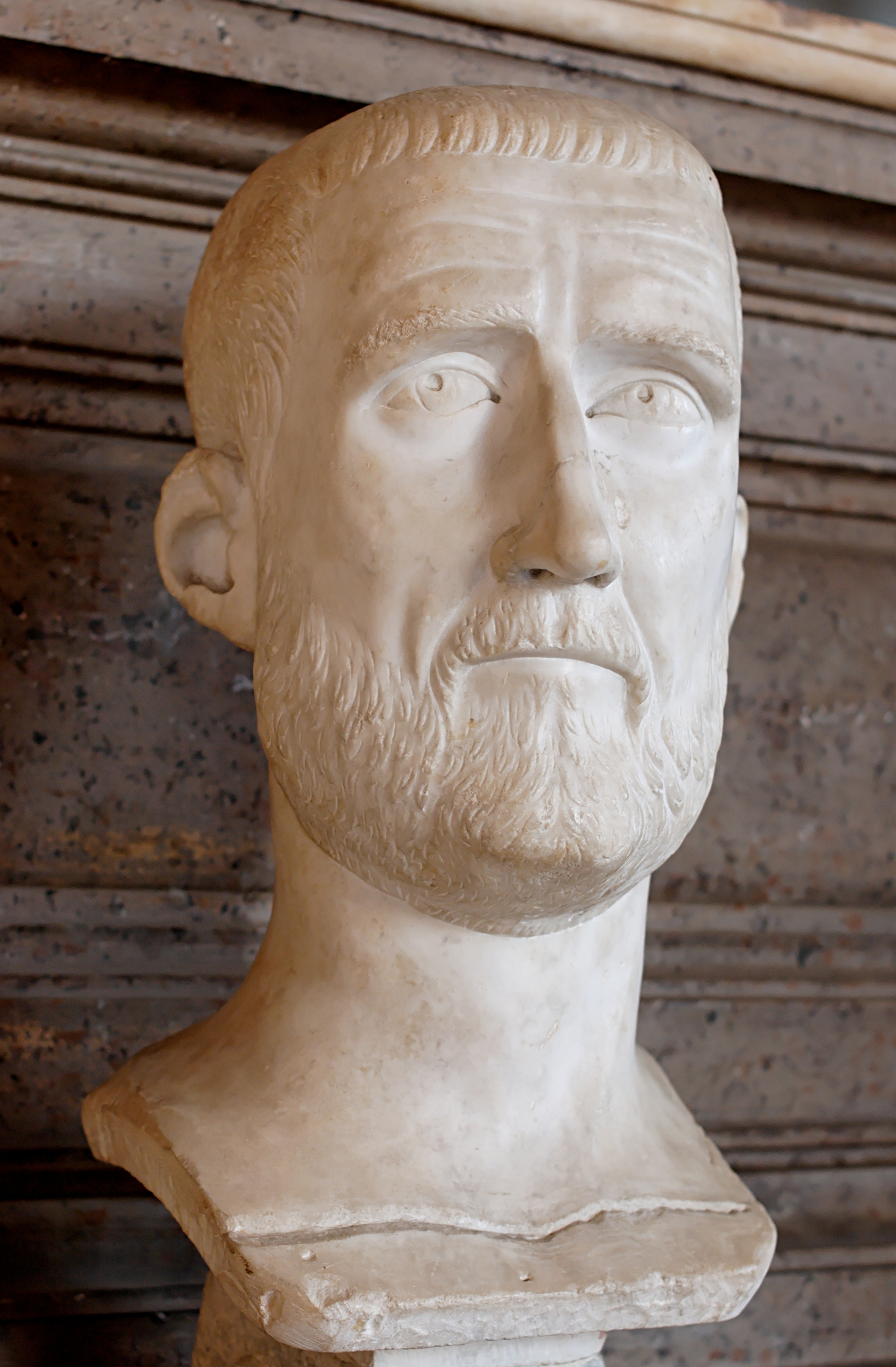
Büste des Kaisers Probus in den Kapitolinischen Museen, Rom

Die verherrlichende Lebensbeschreibung des Kaisers Probus, der von 276 bis 282 regierte, in der spätantiken Historia Augusta gipfelt in der Behauptung, dass Probus „ein Goldenes Zeitalter verhieß“. Wäre dieser Herrscher nicht schon nach wenigen Regierungsjahren ermordet worden, so hätte er die römische Weltherrschaft und damit den Weltfrieden verwirklicht. Dann wäre das Militär ebenso wie die Steuererhebung zur Deckung der Rüstungskosten überflüssig geworden. Die dadurch freiwerdenden personellen und materiellen Ressourcen hätten für produktive Tätigkeiten (Landwirtschaft, Bildung und Wissenschaft, Seefahrt) eingesetzt werden können. Probus selbst habe die Abschaffung von Krieg und Kriegsdienst angekündigt; deswegen sei er von meuternden Soldaten umgebracht worden. Mit der positiven Wertung von Ackerbau und Seefahrt distanziert sich der unbekannte spätantike Geschichtsschreiber, der diesen Text verfasste, offenbar bewusst vom herkömmlichen Ideal des arbeitsfreien Goldenen Zeitalters. Andererseits appelliert er an die mit dem Zeitaltermythos traditionell verbundene pazifistische Sehnsucht, um dem Leser seine fundamentale Kritik am zeitgenössischen Militärwesen zu vermitteln.
Noch in der Endphase römischer Staatlichkeit im Westen hatte der Traum von einer anbrechenden goldenen Zeit seine Attraktivität nicht eingebüßt. Den 455–456 regierenden Avitus, einen der letzten Kaiser des untergehenden Weströmischen Reichs, rühmte der Dichter Sidonius Apollinaris in einem panegyrischen Gedicht, worin er behauptete, mit Avitus beginne ein neues Goldenes Zeitalter.

## Kritische, alternative und differenzierte Positionen
Man unterscheidet „aszendente“ (aufsteigende) und „deszendente“ (absteigende) Kulturgeschichtsmodelle, je nachdem ob sie den Geschichtsverlauf als Fortschritt oder als Verfall deuten und bewerten. Der antike Zeitaltermythos ist ein Musterbeispiel des deszendenten Typus. Er repräsentiert eine Betrachtung und Wertung der Kulturgeschichte, die zu den verbreitetsten Ideen der Menschheit gehört. Mit ihm konkurrierten aszendente Gegenkonzepte sowie Modelle, die Elemente beider Sichtweisen kombinieren.

### Fortschrittsidee

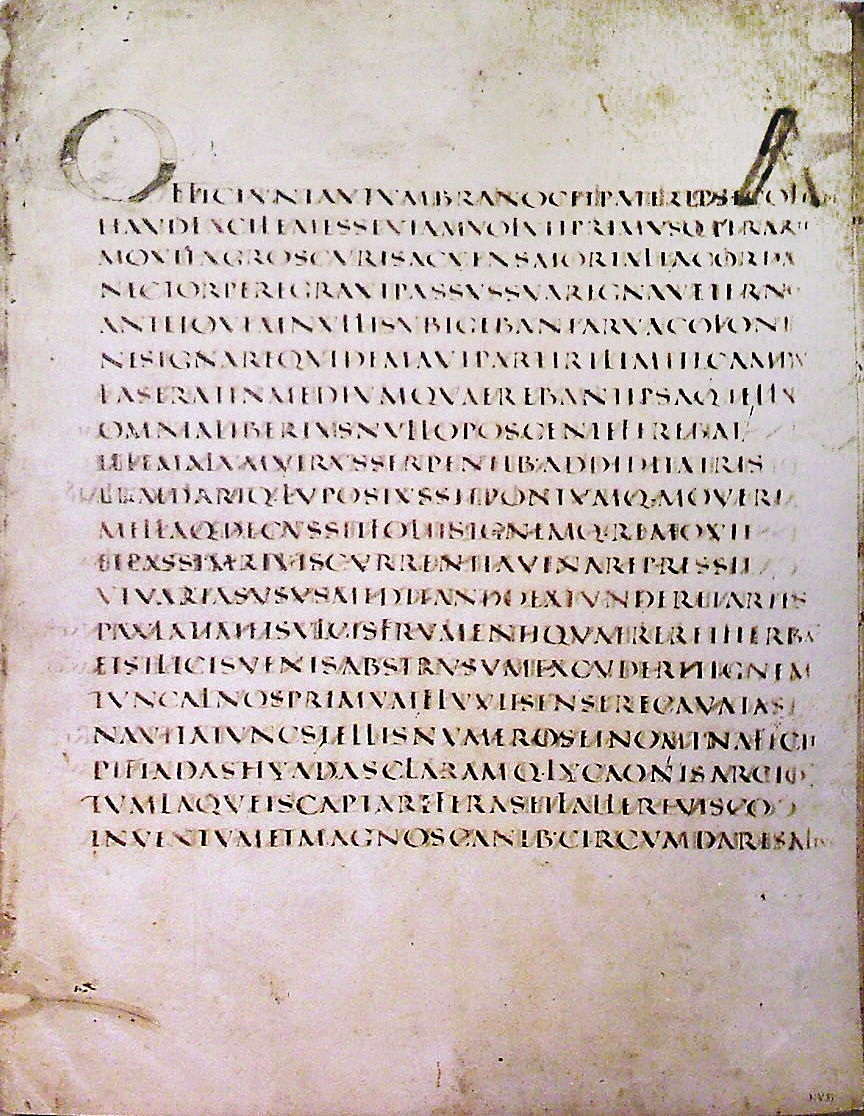
Das Ende des Goldenen Zeitalters und die Anfänge der Kulturgeschichte (Vergil, Georgica 1,121–140 im Codex Vergilius Augusteus)

Der Mythos vom anfänglichen Goldenen Zeitalter zeichnet das Bild einer heilen und normativen Vergangenheit, von der die Folgezeit sich durch Dekadenz schrittweise entfernt hat. Die Gegenposition war die antike Fortschrittsidee. Sie ging von einem tierähnlichen Urzustand der Menschheit aus; die dadurch bedingte Not zwang zur Gemeinschaftsbildung und zur Entwicklung technischer Fertigkeiten, womit ein segensreicher zivilisatorischer Aufstieg eingeleitet wurde. Die Menschen erfanden Künste und Techniken, oder nach anderer Ansicht wurden sie von göttlicher Seite darüber belehrt. Solche Auffassungen vom Menschen als einem Mängelwesen, das durch seine Lernfähigkeit einem primitiven Urzustand entrann und zur Zivilisation aufstieg, vertraten u. a. Xenophanes, Anaxagoras und Epikur.

### Differenzierte Positionen
Mitunter sind in den Schilderungen der Philosophen und Dichter einzelne Elemente der aszendenten und der deszendenten Sichtweise kombiniert. Manche Autoren bieten eine differenzierte Darstellung, wodurch die Ambivalenz sowohl des urtümlichen Naturzustands als auch der Zivilisation und ihrer Folgen ins Blickfeld kommt.
Eine detailliert ausgearbeitete differenzierte Kulturentstehungstheorie bietet der Dichter Lukrez. Er betont das Elend der Urmenschen, die wilden Tieren und dem Nahrungsmangel ausgeliefert waren und denen medizinische Versorgung fehlte. Andererseits greift er aber auch Elemente der Zivilisationskritik des Weltaltermythos auf. Im Einklang mit der mythischen Überlieferung würdigt er den Umstand, dass es in der Urzeit keine Seefahrt gab, als Vorzug.
Vergil legt in seinen Georgica seine Sicht der Kulturgeschichte dar. Dabei stellt er zwar die Vorzüge der mythischen Urzeit auf die gängige Weise heraus, deutet aber die spätere Entwicklung nicht als bloßen unheilvollen Niedergang. Vielmehr findet er in der Beendigung des Zeitalters der Mühelosigkeit durch Jupiter einen Sinn. Jupiter habe die Menschheit zu den Errungenschaften der Kultur führen wollen, da ihm das unter Saturn bestehende Übermaß an Untätigkeit missfiel. Um den menschlichen Scharfsinn anzuregen, habe der Gott dem paradiesischen Dasein ein Ende gesetzt und die Naturverhältnisse verschlechtert. Er habe Herausforderungen geschaffen, indem er Raub- und Gifttiere einführte und generell die menschlichen Lebensbedingungen gefahrvoll und mühselig gestaltete, damit die Not die Menschen erfinderisch mache.
Ovid, der stellenweise an Lukrez anknüpft, nimmt trotz seiner Verherrlichung des mythischen Goldenen Zeitalters keine zivilisationsfeindliche Position ein, sondern äußert sich bei verschiedenen Anlässen unterschiedlich. Er drückt an einer Reihe von Stellen seine positive Einschätzung des zivilisatorischen Fortschritts aus. Dabei würdigt er neben dem Ackerbau besonders die erotische Liebe als kultivierenden Faktor und Entwicklungsimpuls in der Kulturgeschichte der Menschheit. Die Verfeinerung der Sitten bejaht er nachdrücklich. Vergils Idealisierung des Landlebens der römischen Frühzeit lehnt er ab, die bäuerliche Lebensweise hält er für primitiv. Seine Gegenwartskritik bezieht sich nur auf einzelne Aspekte wie Luxusstreben, Machtgier und militärische Gewalt. An der fernen Vergangenheit schätzt er moralische Vorzüge, an der Gegenwart materielle Errungenschaften und die raffinierte Kultur, wobei die letzteren Aspekte für ihn gesamthaft stärker ins Gewicht fallen.

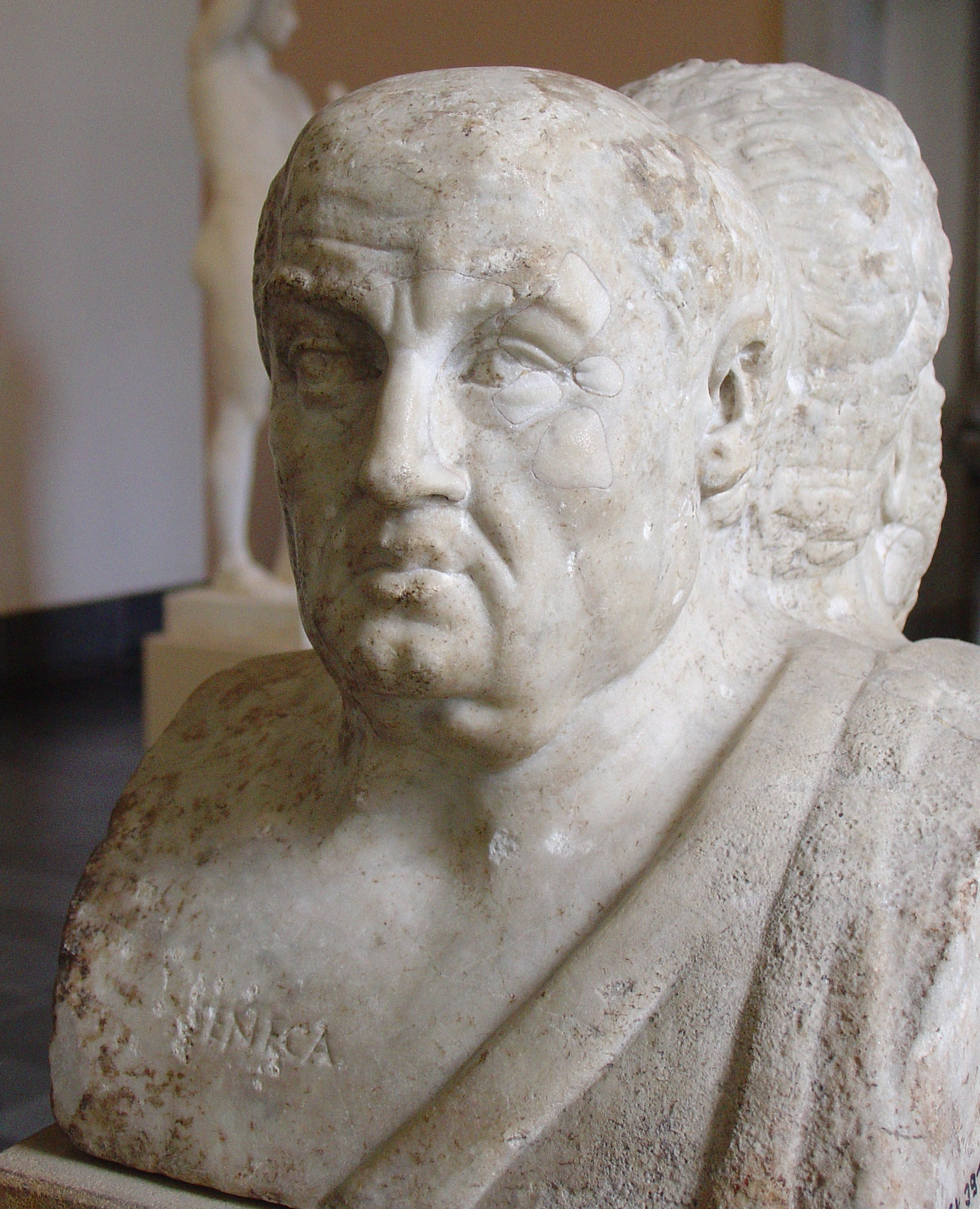
Büste Senecas in der Antikensammlung Berlin

Seneca schätzt „das Zeitalter, das man das goldene nennt“. Nach seiner Überzeugung bestand damals eine Grundübereinstimmung zwischen der äußeren Natur und dem Menschen. Die Natur stellte dem Menschen das zur Verfügung, was seinen wahren Bedürfnissen entspricht. Dieser Zustand änderte sich erst, als die Habsucht und die widernatürliche Begierde nach Überflüssigem aufkam und die Genussgier den Anreiz zu Erfindungen bot. Trotz seiner Zivilisationskritik verurteilt jedoch Seneca nicht sämtliche technischen Erfindungen. Er billigt einfachen technischen Neuerungen, die nicht zum Luxus geführt haben, eine Berechtigung zu. Außerdem stellt er fest, dass die Philosophie und mit ihr ein Streben nach Tugend erst nach dem Ende des Goldenen Zeitalters entstehen konnte. In Senecas Tragödie Medea ist die mythische Argonautenfahrt der Ausdruck des menschlichen Strebens nach Beherrschung des Meeres durch die Seefahrt, deren Einführung das Ende des urzeitlichen Einklangs von Mensch und Naturordnung markiert.

### Verspottung und Verurteilung des idealisierten Urzustands
Es mangelte im antiken Griechenland nicht an Spöttern, die das paradiesische Leben im Goldenen Zeitalter „unter Kronos“ in der Komödie aufs Korn nahmen. Dabei verselbständigte sich das Schlaraffenlandmotiv. Nicht mehr Genügsamkeit, sondern naturgegebener Überfluss und daraus resultierend Luxus und Faulheit wurden nun mit der mythischen Urzeit assoziiert.
Aus einer entgegengesetzten Perspektive verspottete der römische Dichter Juvenal in seiner sechsten Satire die Idealisierung der mythischen Vergangenheit „unter König Saturn“. Nach seiner ironischen Schilderung weilte damals die personifizierte Keuschheit auf Erden, doch schon das Silberne Zeitalter brachte die ersten Ehebrecher hervor. Im Goldenen Zeitalter bot eine kalte Höhle den Menschen und ihrem Vieh eine gemeinsame enge, düstere Behausung. Mann und Frau hausten im Bergwald und schliefen auf einem mit Blättern, Halmen und Fellen gedeckten Lager. Die Frau, die ihren großen Kindern die Brust gab, bot einen noch abstoßenderen Anblick als ihr nach der Eichelmahlzeit rülpsender Gatte. Einen Dieb brauchte man nicht zu fürchten, denn er hätte nur Kohl und Obst erbeuten können.
In seinem Epos De raptu Proserpinae („Über den Raub Proserpinas“) lässt der spätantike Dichter Claudian den Göttervater Jupiter eine Götterversammlung einberufen. In einer Rede vor den versammelten Göttern übt Jupiter scharfe Kritik an der Regierung seines gestürzten Vaters Saturn. Hier knüpft Claudian an Vergils Gedanken eines Mangels an Herausforderungen im Goldenen Zeitalter an. Nach Jupiters Darstellung herrschte damals bei den Menschen ein unproduktiver Müßiggang. Infolge der Untätigkeit trat ein Verfall ein, den Jupiter mit der Erschlaffung der Kräfte im Greisenalter gleichsetzt. Das anreizlose Faulenzerleben ließ die Menschheit ermatten, sie wurde gleichsam eingeschläfert und betäubt. Als Nachfolger Saturns setzte Jupiter dem Überfluss und Luxus ein Ende. Er sorgte dafür, dass das Getreide nicht mehr auf unbebauten Äckern heranwuchs, sondern die Menschen ein sorgenvolles Leben führen und sich anstrengen mussten. Nicht aus Neid und Missgunst handelte Jupiter so; das wäre eines Gottes unwürdig, Götter fügen nie einen Schaden zu. Vielmehr sah er, dass die schwerfälligen, antriebsschwachen Menschen eines Stachels bedurften, der sie der Lethargie entriss und zur Aktivität zwang. Indem er ihnen Entbehrungen auferlegte, zwang er sie, ihre geistigen Fähigkeiten auszubilden und die verborgenen Naturgesetze zu entdecken. Damit setzte Jupiter den Kulturfortschritt in Gang. Indem Claudian Jupiter diese Ausführungen in den Mund legt, kehrt er die Werte des herkömmlichen Mythos um. Er wendet die Dekadenzkritik, die man an den nachsaturnischen Zeitaltern zu üben pflegte, gegen das Schlaraffenland der goldenen Zeit Saturns. Nicht das letzte, sondern das erste Zeitalter ist bei ihm greisenhaft.

## Die vergleichende Mythenforschung

### Der orientalische Ursprung des antiken Mythos
In der Geschichtsforschung überwog noch bis in die zweite Hälfte des 19. Jahrhunderts die Ansicht, Hesiods Weltalterlehre spiegele reale Gegebenheiten der Urgeschichte Griechenlands. Befürworter dieser Auffassung waren Friedrich von Schlegel, Karl Friedrich Hermann und Johann Wilhelm Klingender. Die zutreffende Gegenmeinung, wonach es sich um einen Mythos ohne historischen Kern handelt, vertrat Ludwig Preller; sie war damals noch eine Minderheitsposition.
Im 20. Jahrhundert traten neue Gesichtspunkte in den Vordergrund, als die vergleichende Mythenforschung und Religionswissenschaft sich der Thematik anzunehmen begann und den orientalischen Ursprung der Sage aufdeckte. Dabei spielten Axel Olrik und Richard Reitzenstein eine Pionierrolle. In der neueren Forschung hat sich die Erkenntnis durchgesetzt, dass das Konzept des Metallmythos orientalischen Ursprungs ist. Umstritten ist aber die Frage, inwieweit Hesiods Darstellung eine eigenständige Neuschöpfung ist und in welchem Ausmaß sie von älterem Sagengut, insbesondere von der vorderasiatischen Tradition abhängt. Eine eigene Leistung Hesiods ist anscheinend die Verknüpfung des orientalischen Metallmythos mit den in Griechenland bereits vorhandenen Vorstellungen von der Kronos-Zeit.

### Nahöstliche Metallmythen
Die nahöstlichen Überlieferungen folgen wie die griechischen dem Epochenschema nach Metallen von absteigender Qualität. Sie handeln aber nicht von einer gänzlich fiktiven, sagenhaften Vergangenheit, sondern von bekannten historischen Verhältnissen der Zeit seit dem 6. Jahrhundert v. Chr.
Im biblischen Buch Daniel wird ein (göttlich inspirierter) Traum beschrieben, in dem eine Statue aus verschiedenen Metallen erscheint. Der Rang der Metalle nimmt von oben nach unten ab: Der Kopf ist aus Gold, Brust und Arme sind silbern usw. Die Metalle symbolisieren vier aufeinander folgende Weltreiche, deren erstes und bedeutendstes, das goldene, das Neubabylonische Reich des Königs Nebukadnezar II. ist.
Im ersten Buch der persischen Prophetie Bahman Yašt (6. Jh. n. Chr., das Material stammt aber aus weit älterer Überlieferung) ist eine Variante aus dem Zoroastrismus wiedergegeben: Zarathustra sieht in einem Traum einen Baum mit vier Zweigen aus verschiedenen Metallen, die für künftige große Geschichtsepochen stehen, beginnend mit der goldenen, der Frühzeit des Achämenidenreichs. In der goldenen Zeit herrscht die wahre Religion, die auch noch in den beiden folgenden Epochen dominiert. Erst im vierten und letzten Zeitalter (Eisen) erfolgt der Zusammenbruch der Moral, der ähnliche Folgen hat wie im griechischen Mythos. Eine jüngere Version der persischen Prophetie ist im zweiten Buch des Bahman Yašt überliefert. Sie bietet eine ausführlichere Darstellung und erweitert die Anzahl der nach Metallen benannten Epochen auf sieben.

### Fernöstliche Modelle
In Indien ist jahrtausendelang ein zyklisches Weltzeitaltermodell die einzig maßgebliche Basis der Geschichts- und Kulturphilosophie gewesen. Dieses Grundkonzept hat die Geschichtsauffassung sowohl der vedischen Religion und des Hinduismus als auch des Buddhismus und des Jainismus geprägt. Über den Buddhismus haben sich Varianten des Zeitaltermodells nach China und in andere fernöstliche Länder verbreitet.
Nach der indischen Weltzeitalterlehre ist die Welt einem ewigen kosmischen Kreislauf unterworfen, in dem vier Zeitalter (Yugas) einander ablösen. Sie sind nicht mit Metallen, sondern mit den Farben assoziiert, die der Gott Vishnu in den Yugas jeweils annimmt (Weiß, Rot, Gelb und Schwarz). Das erste Yuga ist das Krita Yuga („Vollkommenes Zeitalter“, auch Satya Yuga genannt), zu dem die weiße Farbe gehört. Im Epos Mahabharata sind die Merkmale dieser idealen Epoche angeführt. Sie ähneln denen des antiken europäischen Mythos: Die Menschen brauchen sich nicht anzustrengen, denn ihre Wünsche werden mühelos erfüllt; Mangel, Krankheit, Verfall, Elend, Zwietracht, Neid, Hass und Heimtücke sind unbekannt; Handel wird nicht getrieben, Arbeit ist unnötig. In den folgenden Zeitaltern kommt es zu einem fortschreitenden Rückgang der Fähigkeiten und Verfall der Religion und der Tugenden. Das letzte von ihnen, das schwarze Kali Yuga, bildet wie in der antiken Mythologie den schärfsten Gegensatz zur vollkommenen Anfangszeit: Hass und kriminelle Gewalttätigkeit setzen sich durch.

### Nordische Mythologie
Auch in der nordischen Mythologie kommt in der Schöpfungsgeschichte der Begriff „Goldzeitalter“ vor. Bezeugt ist er allerdings erst in der Gylfaginning, die den ersten Teil der Snorra-Edda („Prosa-Edda“) bildet und in der ersten Hälfte des 13. Jahrhunderts in altisländischer Sprache abgefasst wurde. Im 14. Kapitel werden die Götter als gute Handwerker dargestellt. Es wird erzählt, sie hätten verschiedene Materialien bearbeitet, neben Erz, Stein und Holz vor allem Gold, so dass sie ihr gesamtes Hausgerät und alle Einrichtungsgegenstände aus Gold hatten, und diese Epoche wird Goldzeitalter genannt, bis es verdorben wurde durch die Ankunft gewisser Frauen aus Jötunheim. Das Goldzeitalter wird gullaldr genannt. Die Verwendung von aldr statt – wie bei einem Begriff altnordischen Ursprungs zu erwarten wäre – ǫld lässt erkennen, dass der Ausdruck gullaldr nicht aus einer Volkssage, sondern aus einer Gelehrtentradition stammt. Sehr wahrscheinlich liegt ihm Ovids aetas aurea zugrunde. Somit ist der nordische Goldzeitalter-Begriff nicht eigenständigen Ursprungs, sondern aus einer antiken römischen Fassung des Goldzeitalter-Mythos übernommen. Inhaltlich besteht jedoch keine Übereinstimmung zwischen der Erzählung der Gylfaginning und den nahöstlichen und antiken Versionen des Metallmythos.

### Interkultureller Vergleich und Rekonstruktion des Urmythos
Sowohl in Europa als auch im Nahen und Fernen Osten handelt es sich um eine mythische Geschichtsdeutung, die von mehreren aufeinander folgenden Weltzeitaltern (bzw. im Nahen Osten: Weltreichen oder geschichtlichen Epochen) ausgeht. Die Zeitalter sind von ihren jeweiligen Menschengattungen geprägt, die sich hinsichtlich ihres kulturellen und zivilisatorischen Niveaus unterscheiden. Das erste und beste ist das Goldene Zeitalter bzw. Zeitalter des goldenen Geschlechts, dem in Indien das Krita Yuga entspricht. Darauf folgt das silberne Geschlecht bzw. Zeitalter usw. Schon das zweite Zeitalter bringt eine Verschlechterung, die sich später fortsetzt. Den Abschluss bildet das noch andauernde Eiserne Zeitalter, das weitaus schlechteste von allen, mit dem der tiefstmögliche Stand des Kulturverfalls erreicht wird. Es handelt sich also um das Gegenteil der Fortschrittsidee. Die Zeitalterlehre ist der mythische Ausdruck einer kulturpessimistischen Geschichtsphilosophie, welche die historische Entwicklung in erster Linie als naturnotwendigen Verfallsprozess der Kultur oder Zivilisation auffasst.
Die indische Zeitalterlehre kommt in den Veden nicht vor. Sie weist ebenso wie die iranische und die jüdische Version Übereinstimmungen mit der babylonischen Kosmographie auf, was auf babylonische Herkunft deutet. Auch Hesiods Metallschema, das über phönizische Vermittlung aus Asien nach Griechenland kam (Ausmaß und Einzelheiten des asiatischen Einflusses auf Hesiod sind umstritten), ist babylonischen Ursprungs. Damit zeichnet sich ein außerordentlich weiträumiger eurasischer Traditionszusammenhang ab: Man kann einen babylonischen Urmythos erschließen, der vier absteigend und zyklisch aufeinander folgende Weltzeitalter beinhaltet, die von vier Metallen symbolisiert werden. In jedem Zeitalter herrscht einer von vier Planetengöttern. Nach dem Weltuntergang am Ende des vierten, schlechtesten Zeitalters (zu dem die Gegenwart des Mythenerzählers gehört) erfolgt eine abrupte Rückkehr zu einem neuen Goldenen bzw. vollkommenen Zeitalter, mit dem der Kreislauf fortgesetzt wird. Die vier Farben, die in der indischen Tradition für die vier Zeitalter stehen, haben dort die Rolle der Metalle übernommen.
Hesiods Version weist gegenüber dem Urmythos einige Abwandlungen auf. Insbesondere ist das Schema der ursprünglichen vier Metallzeitalter um ein fünftes Zeitalter erweitert, die Epoche der Heroen, die in der chronologischen Reihenfolge an vorletzter Stelle steht. Die Heroenzeit bildet einen Fremdkörper im Schema, da sie als einzige keinen Metallnamen trägt und gegenüber dem vorherigen Zeitalter eine gewisse Verbesserung bringt. Auch die Vernichtung und Neuerschaffung der Menschheit beim Epochenwechsel stellt eine Neuerung der von Hesiod überlieferten Variante dar.
Jean-Pierre Vernant hat eine strukturalistische Deutung vorgetragen, die vor allem in Frankreich eine lebhafte Debatte ausgelöst hat. Seiner Hypothese zufolge spiegeln die unterschiedlichen Geschlechter (Menschengattungen) der chronologisch aufeinander folgenden mythischen Zeitalter eine soziale Schichtung der Gesellschaft. Demnach entsprechen Hesiods goldenes und silbernes Geschlecht den Herrschern (das goldene den guten Herrschern, das silberne den schlechten), das dritte und vierte Geschlecht sind als Kriegerstand zu deuten und das fünfte (eiserne) Geschlecht stellt die Güterproduzenten dar. Diese Hypothese ist umstritten.

## Mittelalterliche und neuzeitliche Rezeption
Im Spätmittelalter und in der Frühen Neuzeit wurde der Zeitaltermythos insbesondere unter dem Gesichtspunkt der Erwartung oder Verkündung eines neuen Goldenen Zeitalters rezipiert. Man behauptete, eine solche Ära werde bald anbrechen oder habe bereits begonnen. Oft rühmte man auch rückblickend eine bereits abgeschlossene Epoche mit dieser Bezeichnung. Dabei handelt es sich um eine metaphorische Verwendung des Begriffs „Goldenes Zeitalter“ zur Charakterisierung von Blütezeiten. Gemeint ist eine außergewöhnliche kulturelle Entfaltung, die in manchen Fällen zeitlich mit politischer Macht und mit Prosperität zusammenfällt. Daneben war – vor allem dank der schon im Mittelalter sehr breiten Vergil- und Ovidrezeption – auch der antike Mythos als solcher im Bewusstsein mittelalterlicher und frühneuzeitlicher Gebildeter präsent.

### Mittelalter

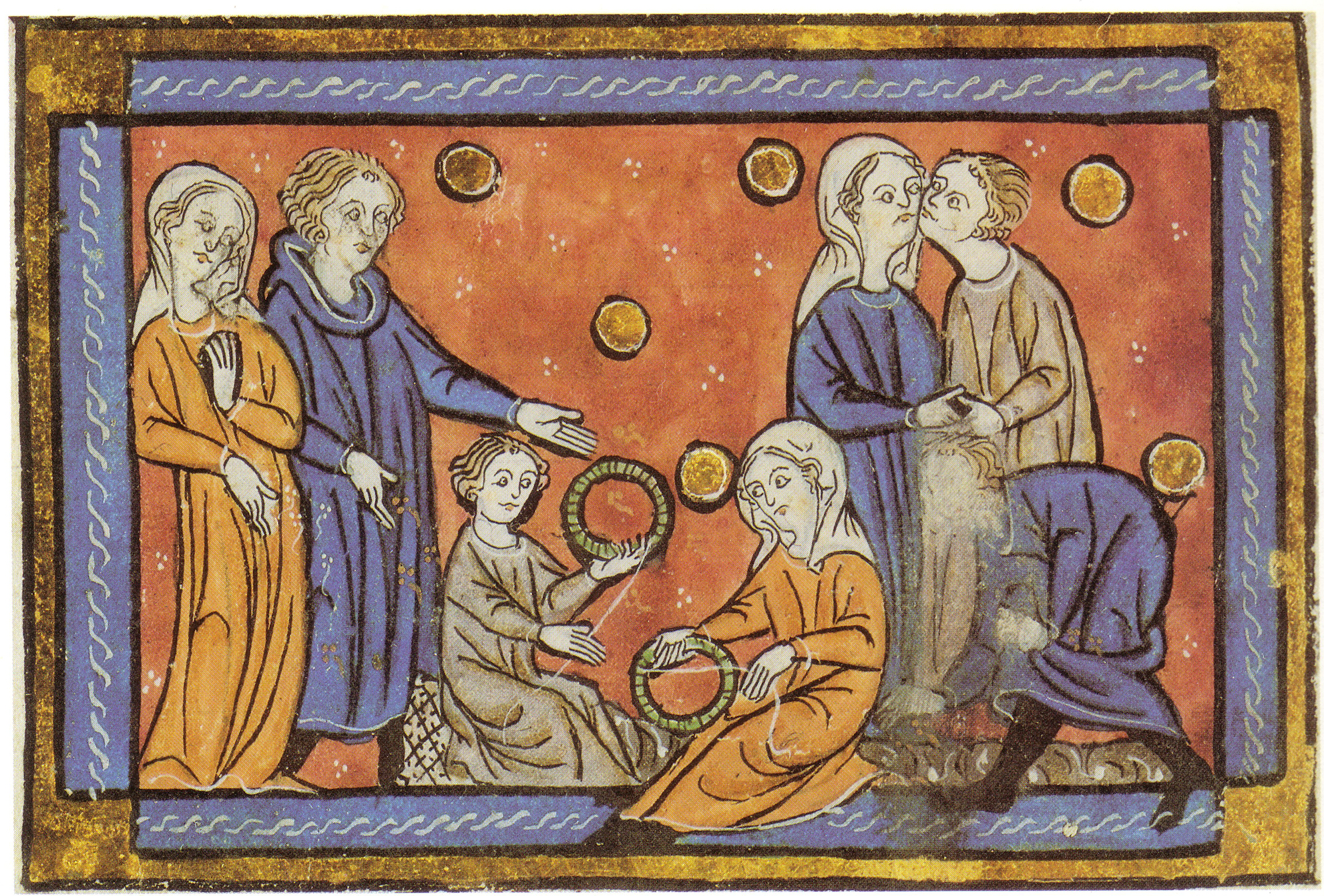
Das Goldene Zeitalter in einer Buchmalerei des 13. Jahrhunderts (Rosenroman)

Ab der Karolingerzeit pflegte man zunächst Könige und Kaiser, später auch führende Persönlichkeiten der Kirche als Bringer einer goldenen Zeit zu feiern. Im 9. Jahrhundert baut der Dichter Modoin (Muadwin) von Autun den Gedanken eines neuen Goldenen Zeitalters in die Topik seines Herrscherlobs ein. Er preist in einem Lobgedicht auf Karl den Großen den Kaiser als Friedensfürsten, unter dem die „goldene Herrschaft“ wieder entsteht. Die Kriege sind beendet, der Erdkreis erfreut sich der Eintracht, des Friedens und der Sicherheit. Modoins Vorbilder in der Schilderung des Goldenen Zeitalters sind Vergil, Calpurnius Siculus und Ovid. Aus der antiken Tradition übernimmt er auch märchenhafte Motive (Ernte ohne Ackerbau, Beseitigung der Armut, Abschaffung der Seefahrt).
Die Epoche Ottos des Großen (936–973) wurde im Umkreis des Herrschers als neues Goldenes Zeitalter wahrgenommen. Der Erzbischof Brun von Köln, ein jüngerer Bruder Ottos, drückte diesen Gedanken in einem Widmungsgedicht aus. Das Motiv des Goldenen Zeitalters diente auch der rückblickenden Charakterisierung der Regierung von Ottos Sohn und Nachfolger Otto II., die als Ära des Friedens und der Gerechtigkeit verherrlicht wurde.
Im 12. Jahrhundert baut der Benediktiner Bernhard von Cluny (Bernhard von Morval) in seine Gedichte De contemptu mundi („Über die Verachtung der Welt“) und De octo vitiis („Über die acht Laster“) Schilderungen des Goldenen Zeitalters ein. Dabei orientiert er sich an gängigen antiken Vorstellungen. Die Beschreibung der Idylle verbindet er mit einer Klage über die gegenwärtigen schlimmen Zeiten.

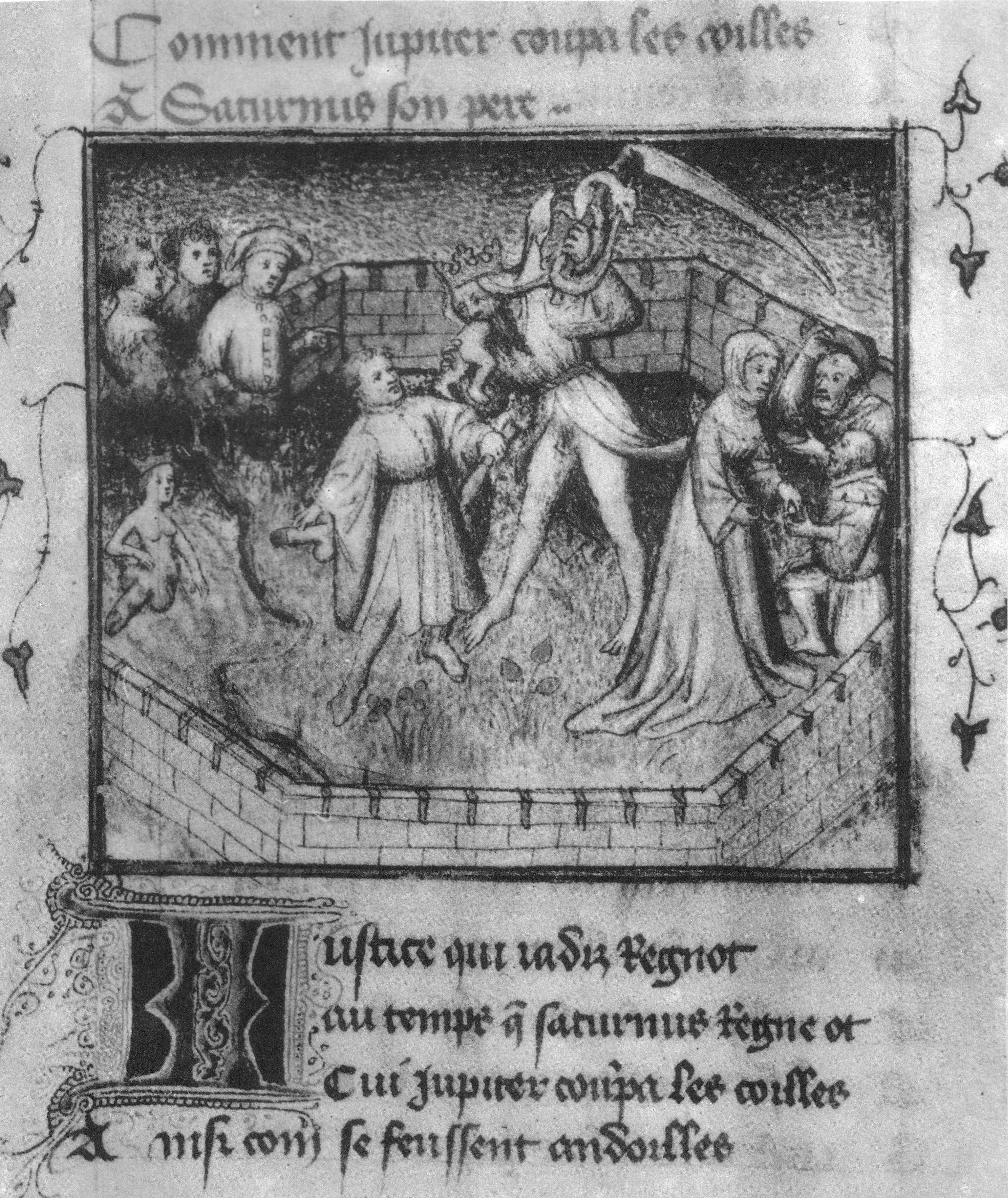
Der Sturz Saturns, der das Goldene Zeitalter beendete, in einer Buchmalerei (Rosenroman), um 1400

Im 13. Jahrhundert greift Jean de Meun das Thema des Goldenen Zeitalters in seinem Rosenroman wiederholt auf. Er macht den Missetäter Jupiter für das Ende dieser erfreulichen Epoche verantwortlich und verweist auf die Erschaffung der Jahreszeiten, die an die Stelle des ewigen Frühlings traten, sowie auf das Auftreten von Raub- und Gifttieren, die Einführung des Privateigentums und die Entstehung der Armut. Neben den üblichen Merkmalen der segensreichen Urzeit betont er zwei Aspekte, die ihm besonders wichtig sind: dass es damals noch keine Könige und Fürsten gab und dass die Erotik nicht von materiellen Erwägungen beeinträchtigt war. Als mit der Wahl des ersten Herrschers, eines gemeinen Kerls, das Königtum eingeführt wurde, was zur Entstehung des Adels führte, nahm das Verhängnis seinen Lauf, die heitere und friedliche Welt der Urmenschen war dem Untergang geweiht. Die Schuld an dieser fatalen Entwicklung gibt Jean somit nicht nur dem übelwollenden Jupiter, sondern auch menschlicher Torheit. Von der Interpretation des Mythos im Rosenroman geht im 14. Jahrhundert der Verfasser des Romans Renart le Contrefait aus, wobei er die Adelskritik noch verschärft.
Dante nimmt in der Divina commedia mehrmals auf die Topik des Goldenen Zeitalters Bezug. Er bringt die damalige Genügsamkeit mit dem christlichen Armuts- und Bescheidenheitsideal in Verbindung. In seiner Schilderung des irdischen Paradieses, der obersten Stufe des Läuterungsbergs, verbindet er Elemente des locus amoenus, des antiken Elysion und des biblischen Mythos vom Garten Eden und stellt fest, dieser Ort sei es, den die antiken Dichter erahnt und eigentlich gemeint hätten, als sie das Leben im Goldenen Zeitalter rühmten.
Der englische Dichter Geoffrey Chaucer beschreibt in seinem Gedicht The Former Age das Goldene Zeitalter auf der Grundlage der Darstellung von Boethius.

### Renaissance
Deutungen und Wertungen des Mythos im Prosaschrifttum
Im 14. Jahrhundert gibt der Humanist Petrarca die Überlieferung wieder, wonach die Einführung des Ackerbaus auf einen weisen König namens Saturn zurückzuführen ist. Nach seinem Tod sei dieser Herrscher vom dankbaren Volk als Gott verehrt worden. Oft nimmt Petrarca auf die Zeit der Herrschaft Saturns Bezug.

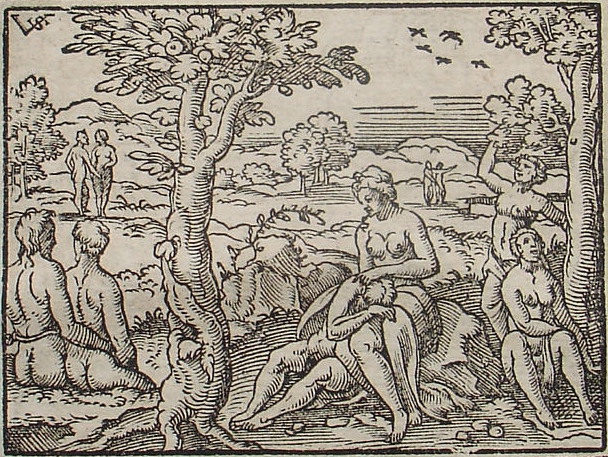
Das Goldene Zeitalter. Holzschnitt von Virgil Solis, 1581

Petrarcas Freund Giovanni Boccaccio beschreibt die Urzeit in seiner lateinischen Schrift De mulieribus claris („Über berühmte Frauen“) in dem Kapitel über die mythische Ceres, die römische Göttin des Ackerbaus und der Fruchtbarkeit. Boccaccio hält Ceres für eine menschliche Königin, welche die Landwirtschaft einführte und der zuvor praktizierten Sammelwirtschaft des Goldenen Zeitalters ein Ende setzte. Er zählt Vorzüge und Schattenseiten beider Wirtschaftsformen auf. Dabei kommt er zum Ergebnis, dass die Verhältnisse vor der Einführung des Ackerbaus barbarisch und unzivilisiert gewesen seien. Andererseits habe die Zivilisation zur Entstehung von Lastern und Übeln geführt (Privateigentum, Armut, Sklaverei, Hass, Neid, Kriege, Luxus und Verweichlichung), die so gravierend seien, dass die Lebensweise des Goldenen Zeitalters doch vorzuziehen sei. In anderem Zusammenhang nimmt Boccaccio wiederholt auf die Überlieferung von der Herrschaft Saturns Bezug, wobei er besonders die Einfachheit und Mäßigung der damaligen Lebensweise hervorhebt. Auch der Humanist Coluccio Salutati verweist bei seinem Lob der Askese und seiner Forderung nach Verzicht auf überflüssige Güter auf die glücklichen Zeiten der Genügsamkeit und Unschuld unter Saturn.
Ein Renaissance-Humanist, der sich intensiv mit der antiken Zeitalterlehre auseinandersetzte, war Guillaume Postel. Er identifizierte das Goldene Zeitalter mit der Epoche, die auf die Sintflut folgte.
Scharfe Kritik am Konzept des Goldenen Zeitalters übte Giordano Bruno als entschiedener Anhänger des Fortschrittsideals. Er meinte, die Lebensweise der damaligen Menschen sei tierisch oder sogar noch unterhalb des Niveaus vieler Tierarten gewesen. Erst die Erfindungen, die Schritt für Schritt aus diesem Zustand herausführten, hätten den Menschen über das tierische Dasein emporgehoben.
Gegenwartsbezug in humanistischer Prosa
Bei den gelehrten Renaissance-Humanisten war die Vorstellung verbreitet, ihre eigene Zeit sei ein neues Goldenes Zeitalter oder ein solches sei zumindest am Anbrechen. Schon Petrarca sah in dem politischen Reformer Cola di Rienzo, mit dem er befreundet war und den er bewunderte, einen Erneuerer der im Goldenen Zeitalter herrschenden Verhältnisse. Die Humanisten verwendeten den Begriff metaphorisch im Sinne von „Blütezeit“, wenn sie damit aktuelle Verhältnisse charakterisieren wollten. Sie hatten dabei nicht das antike Ideal eines naiven Daseins kulturloser Naturmenschen im Sinn, sondern dachten im Gegenteil an die Früchte ihrer Bildungsbestrebungen oder auch an ruhmreiche politische Machtentfaltung. Poggio Bracciolini verglich in einer Rede an Papst Nikolaus V. den damaligen Aufschwung von Wissenschaft und Literatur mit den Verhältnissen der Zeit Saturns. Der Vergleich bezieht sich nur auf den Aspekt einer glanzvollen Üppigkeit, die völlige Bildungsferne des Goldenen Zeitalters nach dem antiken Mythos lässt Poggio dabei außer Betracht. Auch Marsilio Ficino war der Überzeugung, in einem Goldenen Zeitalter zu leben, was er mit den literarischen und künstlerischen Leistungen der Humanisten begründete. Ähnlich äußerte sich Erasmus über die zu seinen Lebzeiten anbrechende neue Ära, wobei er aber nicht einen Sachverhalt feststellen, sondern nur eine Hoffnung ausdrücken wollte.

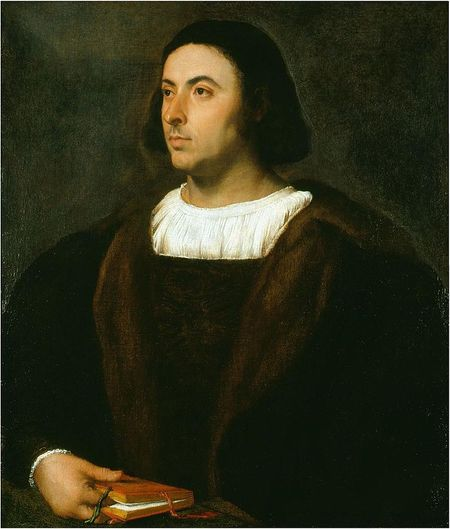
Jacopo Sannazaro. Gemälde von Tizian, Royal Collection, London

Aegidius von Viterbo, ein einflussreicher Humanist und Theologe, entwickelte den Gedanken eines christlichen Goldenen Zeitalters. Dabei stützte er sich unter anderem auf Ideen von Vergil und Laktanz. 1507 hielt er eine Rede über dieses Thema, in der er darlegte, dass das christliche Goldene Zeitalter dank den Leistungen von König Manuel I. von Portugal und Papst Julius II., deren Zeitgenosse er war, nunmehr voll verwirklicht werden könne. Später übertrug Aegidius in seiner Historia XX saeculorum die Erwartung einer neuen goldenen Zeit auf das Pontifikat des 1513 gewählten Papstes Leo X.
Italienische Dichtung
Dichter im Umkreis des in Florenz im späten 15. Jahrhundert dominierenden Politikers und Mäzens Lorenzo il Magnifico priesen ihn als Urheber eines Goldenen Zeitalters. Lorenzo sah sich selbst in dieser Rolle und nahm in seiner eigenen Dichtung auf die Erneuerung des „irdischen Paradieses“ der goldenen Zeit Bezug.
Der Dichter Jacopo Sannazaro (1458–1530) fügte in seinen Schäferroman Arcadia Eklogen ein, die für die neuzeitliche Hirtenpoesie vorbildlich wurden. In der sechsten Ekloge lässt er, an Vergils vierte Ekloge anknüpfend, den alten Hirten Opico das Goldene Zeitalter rühmen. Damals seien die Götter selbst Hirten gewesen, sie hätten die Schafe auf die Weide getrieben und Hirtenlieder gesungen. Die nostalgische Schilderung der damaligen Verhältnisse, verbunden mit einer Klage über die Gegenwart, bietet die vertrauten antiken Motive, darunter den ewigen Frühling, und als zusätzliches Element die Liebesfreiheit: Es habe keine Eifersucht gegeben. Dieser erotische Aspekt wird zwar nur in sechs Versen behandelt, war aber für den Dichter von zentraler Bedeutung. In der Antike gehörte er noch nicht zu den gängigen Merkmalen des Goldenen Zeitalters.

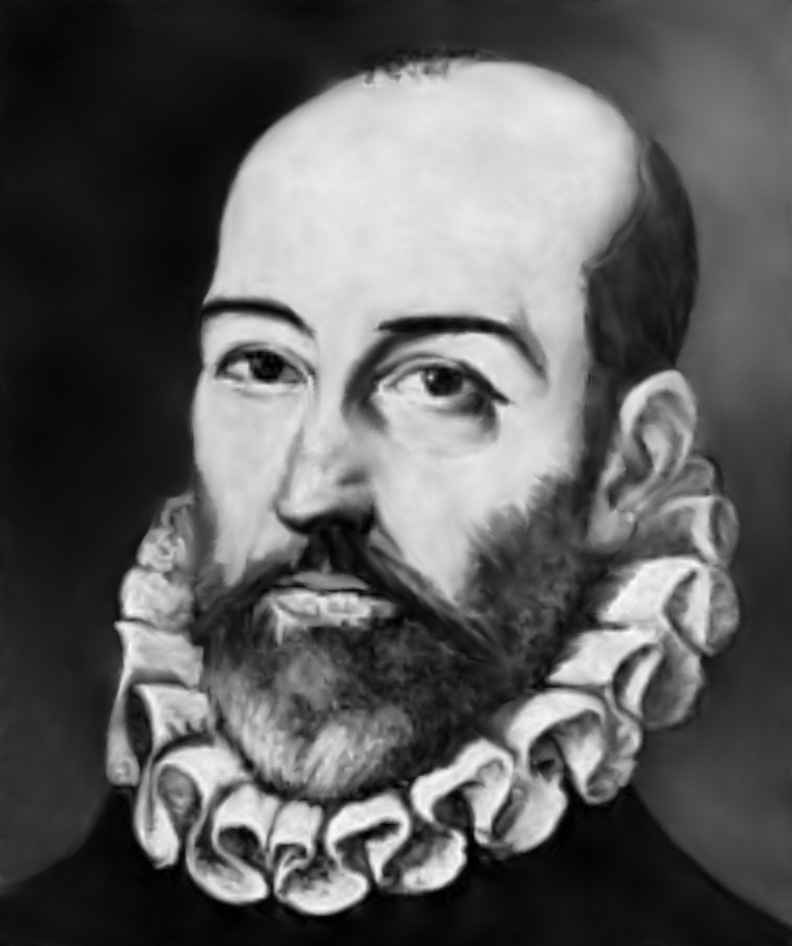
Torquato Tasso. Ausschnitt aus einem Ölgemälde von Federico Zuccari, 1594, Privatbesitz

Noch weit stärker hebt Torquato Tasso in seinem 1573 uraufgeführten Schäferstück Aminta den Gedanken der Liebesfreiheit hervor. Mit dem Vers O bella età dell’oro („O schönes Goldenes Zeitalter“) leitet Tasso seine an Sannazaros Arcadia anknüpfende Darstellung ein. Schön sei das Goldene Zeitalter gewesen, doch nicht wegen seiner traditionell gepriesenen Vorzüge (ewiger Frühling, Überfluss an Nahrung, Gewaltlosigkeit und Unbesorgtheit usw.), sondern allein deswegen, weil der Begriff „Ehre“, ein leeres Wort ohne Inhalt, ein Götzenbild der Irrtümer und des Betrugs, mit seinem harten, tyrannischen Zwang noch unbekannt gewesen sei. Damit meint Tasso, dass noch keine restriktive Sexualmoral den Liebesgenuss gehemmt habe. Vielmehr habe das „goldene und glückliche Gesetz“ der Natur gegolten, wonach erlaubt ist, was gefällt.
Giovanni Battista Guarini veröffentlichte 1590 die Tragikomödie Il pastor fido, in der er einen Gegenentwurf zu Tassos Ideal präsentierte. In diesem Stück herrschen bei den Menschen des Goldenen Zeitalters Sitten, die christlichen Moralvorstellungen entsprechen. Schon im 15. Jahrhundert hatte Angelo Poliziano die Meinung vertreten, im Goldenen Zeitalter sei die Liebesleidenschaft noch unbekannt gewesen.
Eine von der gängigen völlig abweichende Auffassung vertrat der in neulateinischer Sprache dichtende Gelehrte Naldo Naldi, der den Mythos vom Goldenen Zeitalter für eine Lüge hielt. Er war der Ansicht, dass alle Übel des Eisernen Zeitalters schon in der Urzeit existierten.
Französische und englische Dichtung
Der französische Dichter Jean-Antoine de Baïf († 1589) behandelt das Thema der goldenen Friedenszeit unter Saturn mehrfach. Neben die Idealisierung der mythischen Vergangenheit tritt bei ihm die Hoffnung auf eine neue goldene Zeit. In seiner Gedichtsammlung L’amour de Francine befindet sich das Sonett Que le siecle revinst de celle gent dorée („Möge die Epoche dieses goldenen Geschlechts zurückkehren“), in dem er seine Sehnsucht nach der erotischen Freiheit des Goldenen Zeitalters äußert. Pierre de Ronsard thematisiert diese Nostalgie in den Hirtengesängen seiner ersten Ekloge, wo zunächst der Hirte Navarrin das glückselige, unschuldige und friedliche Leben in der mythischen Urzeit verherrlicht und seine Sehnsucht nach diesen Verhältnissen ausdrückt, worauf ein anderer Hirte, Guisin, die Wiederkehr des Goldenen Zeitalters in der Gegenwart Frankreichs, unter der Regierung von König Karl IX. (1560–1574), ankündigt.
In England stellt der Dichter Edmund Spenser in seinem Epos The Faerie Queene das Goldene Zeitalter, the golden age of Saturn old, seinem eigenen „steinernen“ gegenüber, in dem die Menschen sich nach seinem Urteil in härtesten Stein verwandelt haben. In Saturns Epoche seien die Menschen „dreifach glücklich“ gewesen, denn es habe noch keine Besitztümer, keinen Unterschied von „Mein und Dein“ gegeben. An Tassos Ideal der Liebesfreiheit knüpft Samuel Daniel an, dessen Gedicht A Pastorall (O happy golden age) eine englische Version von Tassos berühmten Versen ist.
Bildende Kunst
Um 1530 schuf Lucas Cranach der Ältere das Gemälde Das Goldene Zeitalter, das sich jetzt in der Alten Pinakothek in München befindet. Der Hofmaler des im Großherzogtum Toskana regierenden Herrschers Cosimo I. de’ Medici, Giorgio Vasari, malte im Palazzo Vecchio in Florenz einen Freskozyklus Die Zeitalter des Menschen. Von Jacopo Zucchi stammen drei um 1570/1580 entstandene Gemälde, die das Goldene, das Silberne und das Eiserne Zeitalter darstellen (heute in den Uffizien in Florenz). Unklar ist, welcher Künstler im späten 16. Jahrhundert das erotische Gemälde Das Goldene Zeitalter schuf, das – vielleicht zu Unrecht – Agostino Carracci zugeschrieben wird und sich jetzt im Kunsthistorischen Museum in Wien befindet. Zu den Malern und Zeichnern, die im 16. Jahrhundert das Sujet des Goldenen Zeitalters wählten, gehörten auch Hendrick Goltzius und Maerten de Vos.

### 17. und 18. Jahrhundert
Im frühen 17. Jahrhundert greift Miguel de Cervantes das von Sannazaro und Tasso propagierte Konzept eines unbefangenen, angstfreien Umgangs der Geschlechter im Goldenen Zeitalter auf. Im Don Quixote lässt er den Protagonisten vor Ziegenhirten eine Lobrede auf die glücklichen Zeiten halten, „welche die Alten die goldenen genannt haben“. Damals habe es keine sexuelle Zudringlichkeit gegeben, und die Erotik sei nur von der Neigung und dem freien Willen der Beteiligten abhängig und keinem äußeren Zwang unterworfen gewesen. Der „Ritter von der traurigen Gestalt“ beschreibt aber auch als Voraussetzung, damit er ein Zeitalter als „golden“ empfinden könne, dass der hungrige Magen des Menschen gestillt sein müsse und dass alles uneigennützig zu teilen sei. Dem Goldreichtum misst er keinerlei Bedeutung zu. Seine eigene Zeit betrachtet Miguel de Cervantes als „eiserne“.
Der englische Schriftsteller Thomas Heywood verfasste vier Dramen über die vier Metallzeitalter. „The Golden Age“ wurde 1611 publiziert. Das Thema ist nicht die mythische Friedenszeit, sondern das Leben Jupiters bis zu seinem siegreichen Kampf gegen seinen Vater Saturn.
Secondo Lancellotti, der sich als Kritiker einer undifferenzierten humanistischen Antikebegeisterung profilierte, trat 1623 als Verfechter der Ansicht hervor, es habe abgesehen vom biblischen Paradies nie ein Goldenes Zeitalter gegeben, vielmehr handle es sich um Phantasien der Dichter. Es bestehe ein völliger Mangel an Belegen für die Historizität. Der menschliche Geist neige generell zum Idealisieren der Vergangenheit. In Wirklichkeit sei die Kulturgeschichte eine Geschichte des Fortschritts und die Gegenwart der Vergangenheit überlegen.
Der Staatstheoretiker Thomas Hobbes († 1679) erklärte den Friedenszustand des Goldenen Zeitalters damit, dass die Autorität der Herrscher damals unangefochten gewesen sei. Im mythischen Sturz Saturns sah er ein Gleichnis für das Aufkommen eines rebellischen Geistes und den Umsturz der bewährten Ordnung, wodurch unzählige Übel entstanden seien.
Der Geschichtsphilosoph Giambattista Vico setzte sich intensiv mit dem Zeitaltermythos auseinander. Er verwarf die traditionelle Aufeinanderfolge von vier Zeitaltern und unterschied nur zwei: das goldene, das die Ära der Helden des Ackerbaus gewesen sei, und das eiserne, die Epoche der Helden des Krieges. Saturn repräsentiere das agrarische Heldentum. Mit seinem Konzept eines Heldentums der damaligen Menschen distanzierte sich Vico von der Vorstellung einer Schäferidylle. Diese Einschätzung teilte sein Schüler Antonio Genovesi.
Seit der Renaissance pflegte man sich bei der Beschreibung der Sitten indigener Völker des vertrauten Vokabulars aus den Schilderungen des Goldenen Zeitalters zu bedienen. Insbesondere das Thema Gütergemeinschaft bot dazu Anlass. In teils fiktiven Reiseberichten aus exotischen Ländern wurde die Umwelt und Lebensweise „wilder“ Völker beschrieben, was mitunter zum Vergleich mit der goldenen Zeit Gelegenheit bot. Der Missionar Joseph François Lafitau veröffentlichte 1724 ein zweibändiges Werk „Sitten der amerikanischen Wilden, verglichen mit den Sitten der ersten Zeiten“. Gemeinsamkeiten der mythischen Vergangenheit und der in den Reiseberichten geschilderten exotischen Gegenwart waren die Tugendhaftigkeit und Genügsamkeit, die Gütergemeinschaft, das ruhige Leben, das milde Klima und die Üppigkeit der Natur.

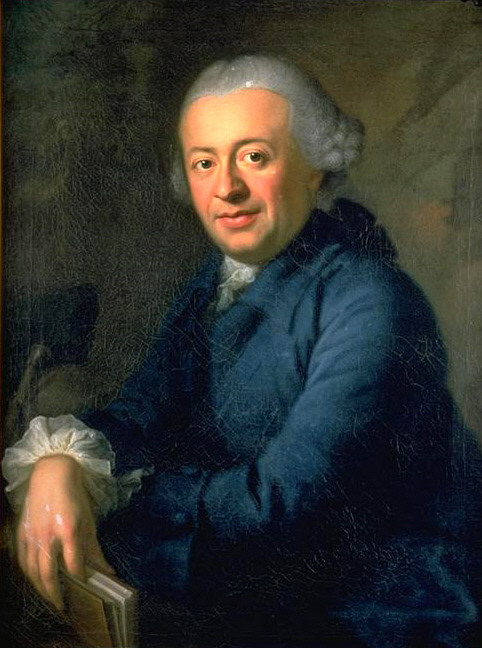
Salomon Gessner. Ölgemälde von Anton Graff, 1765/66, Schweizerisches Landesmuseum, Zürich

Jean-Jacques Rousseau glaubte, der Urzustand der Menschheit sei einerseits eine Zeit der „Barbarei“, andererseits aber zugleich das Goldene Zeitalter (le siècle d’or) gewesen. Die Menschen hätten anfangs nicht sozial, sondern als einzelgängerische Jäger und Hirten ein genügsames Leben geführt. Erst später sei es zur geselligen Annäherung und zur Bildung von Familienverbänden gekommen; diese erste Phase der Gesellschaftsentwicklung bildet für Rousseau die Vollendung der glücklichen Urzeit, die Ära der Unschuld und des Friedens. Ihr sei jedoch die bis zur Gegenwart andauernde Verderbnis der Sitten gefolgt. Rousseau meinte, die Seligkeit des Goldenen Zeitalters sei den Menschen immer entgangen. Als der ideale Naturzustand noch andauerte, sei er den damals Lebenden nicht bewusst gewesen, daher hätten sie ihn verkannt. Später, als die aufgeklärte Menschheit ihre ursprüngliche Unschuld verloren hatte, habe ihr die Gelegenheit gefehlt, das damit verbundene Glück zu erleben.
Im 18. Jahrhundert verschmolz die Thematik des Goldenen Zeitalters oft mit der des Hirtenlebens im Traumland Arkadien. Salomon Gessner schilderte in seinen 1756 publizierten, später auch in französischer Übersetzung populären Idyllen das Schäferdasein im Goldenen Zeitalter. Er hielt diese Epoche für eine historische Realität. Gessners tugendhafte Hirten leben in Harmonie mit der lieblichen Natur, die sie umgibt, ihr Leben verläuft ruhig und glücklich, ohne Höhepunkte und Spannungen. Zu den Dichtern, die das Goldene Zeitalter in konventionellem Stil verherrlichten, gehörten Pietro Metastasio und Giuseppe Parini. Parini betonte besonders den egalitären Charakter der Urgesellschaft, in der es noch keinen Adel gegeben habe.
Der evangelische Theologe Friedrich Christoph Oetinger publizierte 1759 die erste Fassung seiner Schrift „Die güldene Zeit“, in der er den antiken Mythos für das künftige Tausendjährige Reich Christi in Anspruch nahm. Damit verschmolz er wie schon Laktanz die pagane Heilserwartung mit der christlichen. Er erwartete im Rahmen seines Konzepts der Heilsgeschichte den Anbruch eines Goldenen Zeitalters im 19. Jahrhundert und sagte voraus, dass in dieser glücklichen Zeit die Gesellschaftsordnung demokratisch sein werde. Das Privateigentum werde abgeschafft und Gütergemeinschaft eingeführt. Es werde auch zur Abschaffung des Geldes und zur „Aufhebung des Staates“ kommen. Mit diesen Ideen nahm Oetinger marxistisches Gedankengut vorweg.

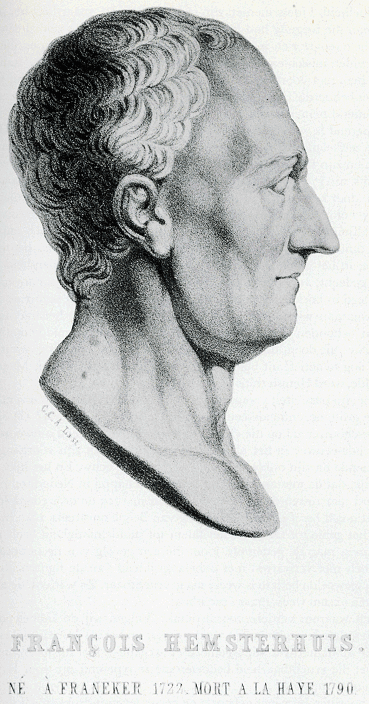
Frans Hemsterhuis (Lithographie)

Der niederländische Philosoph Frans Hemsterhuis publizierte 1782 einen Dialog mit dem Titel Alexis ou de l’âge d’or („Alexis oder Über das Goldene Zeitalter“). Alexis, der an der Wahrheit von Hesiods Darstellung zweifelt, unterhält sich mit Diokles, der zu beweisen versucht, dass Hesiod nicht gelogen habe. Diokles vertritt die Position des Autors. Für den Verlust der Glückseligkeit der Urzeit wird eine naturgeschichtliche Erklärung geboten: ursprünglich seien Tage und Nächte gleich gewesen, es habe keine Jahreszeiten gegeben, sondern stabile, gleichmäßig günstige Witterungsverhältnisse. Erst als der Mond zur Erde hinzutrat, habe sich die Stellung der Erdachse geändert. Dadurch sei das Ende des paradiesischen Klimas und somit auch der unbeschwerten Lebensverhältnisse eingetreten. Nunmehr hätten die Menschen nicht mehr in den Naturerscheinungen das Walten eines gnädigen Gottes wahrgenommen, sondern in dem neuen Himmelskörper, dem Mond, das Bild eines übelgesinnten Gottes der Zerstörung und Finsternis gesehen.
Für die Zukunft erwartete Hemsterhuis ein neues Goldenes Zeitalter, aber nicht im Sinne einer Rückkehr zum ursprünglichen Naturzustand, sondern als eine höhere Entwicklungsstufe der Menschheit. Die kulturellen Errungenschaften sollten dabei gewahrt bleiben und mit einer naturgemäßen Lebensweise verbunden werden. Hemsterhuis glaubte, die künftige goldene Zeit werde derjenigen der antiken Dichter unendlich überlegen sein.
Fundamentale Kritik an der Verherrlichung des Goldenen Zeitalters übte Immanuel Kant aus der Perspektive eines Anhängers der Fortschrittsidee. Er meinte, eine leere Sehnsucht habe das Schattenbild der mythischen Urgesellschaft erzeugt. Das Attraktive an dem Mythos sei der reine Genuß eines sorgenfreien, in Faulheit verträumten oder mit kindischem Spiel vertändelten Lebens. In Wirklichkeit könne der Mensch aber weder mit einem solchen Zustand zufrieden sein noch in ihn zurückkehren. Wer den Wert des Lebens nur im Genuss suche, gelange zu einem Überdruss an der Zivilisation und damit zu dem nichtigen Wunsch nach Rückkehr in jene Zeit der Einfalt und Unschuld.
Goethe legte in seinem 1790 veröffentlichten Schauspiel Torquato Tasso dem Protagonisten eine Beschreibung des Goldenen Zeitalters in den Mund, die den Kerninhalt des Chorlieds aus Tassos Aminta in sechzehn Versen wiedergibt.
Friedrich Schiller schloss sich Kants negativem Urteil über die Idealisierung des Goldenen Zeitalters an. Er wandte sich mit Schärfe gegen das von Rousseau aufgestellte Ideal. Nach Schillers Argumentation wäre die Menschheit bei einem Fortbestand der ursprünglichen Unschuld und Glückseligkeit in einem Zustand ewiger Kindheit verblieben; so wäre aus dem Menschen nicht mehr geworden als das glücklichste aller Tiere, das in einer wollüstigen Ruhe und geistlosen Einförmigkeit lebt. Schiller meinte, die Schäferdichtung flöße dem Leser das traurige Gefühl des Verlustes ein, nicht das fröhliche der Hoffnung. Er verfasste auch ein Gedicht Die vier Weltalter, in dem seine Abneigung gegen die Zeit Saturns anklingt. In diesem Sinne nahm auch Fichte 1794 in seiner Auseinandersetzung mit Rousseau Stellung. Er hielt das Goldene Zeitalter des Mythos für ein Trugbild; eine wirkliche goldene Zeit könne nur in der Zukunft liegen. Einer solchen Zukunft könne man sich nur durch Sorge, Mühe und Arbeit nähern, die natürliche Trägheit müsse überwunden werden. Der Mensch des „Naturstands“ sei ein vernunftloses Tier; das Laster existiere dort zwar nicht, doch sei zugleich auch die Tugend und die Vernunft aufgehoben.

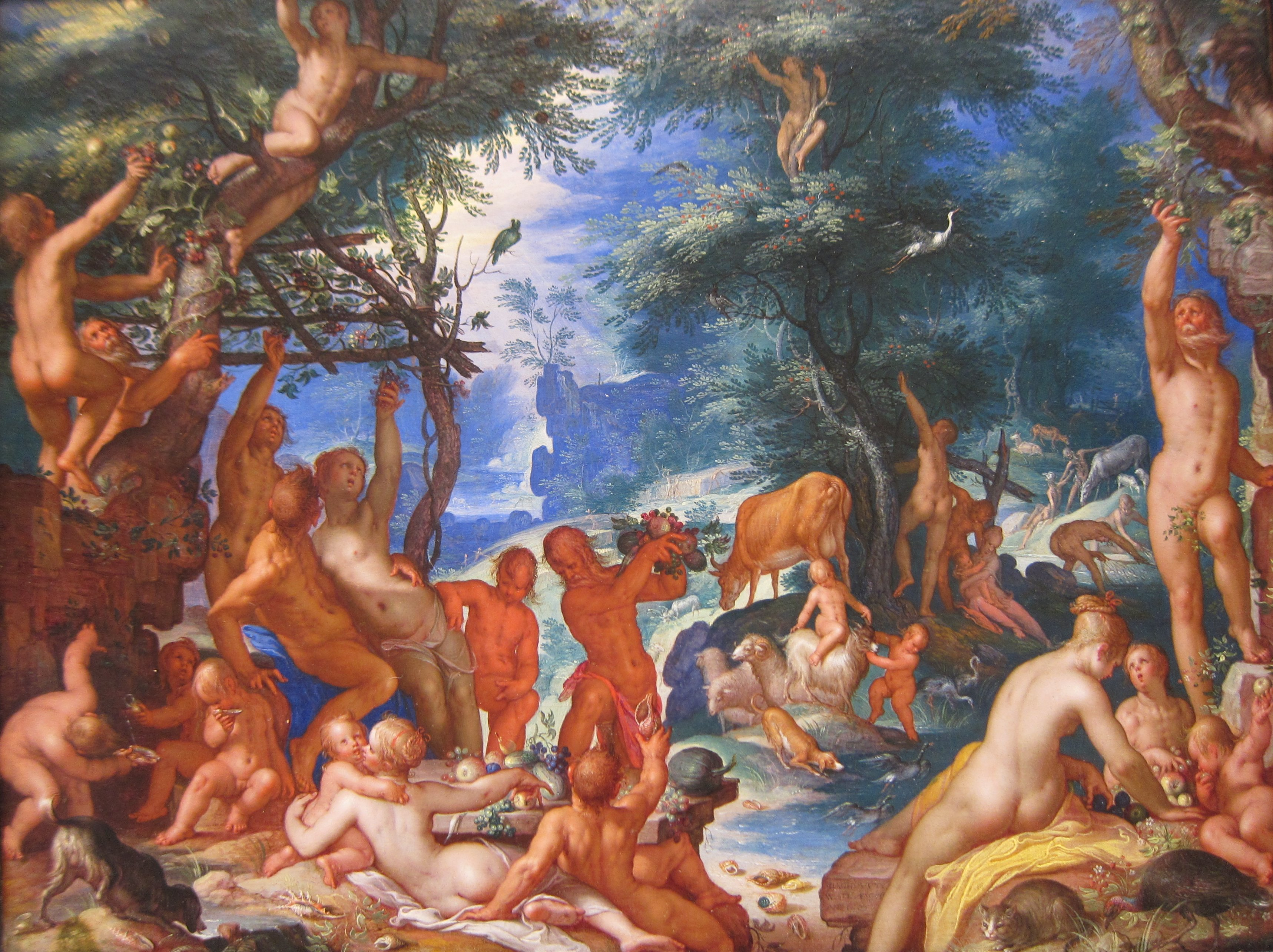
Das Goldene Zeitalter. Gemälde von Joachim Wtewael, 1605, Metropolitan Museum of Art, New York

Auch im Kreis der Romantiker wurde Kritik am Goldenen Zeitalter im Sinne der Überlegungen Kants, Fichtes und Schillers geäußert. So schrieb August Wilhelm Schlegel 1798: Das Trugbild einer gewesenen goldnen Zeit ist eins der größten Hindernisse gegen die Annäherung der goldnen Zeit die noch kommen soll. … Will die goldne Zeit nicht ewig fortgehend beharren, so mag sie lieber gar nicht anheben, so taugt sie nur zu Elegien über ihren Verlust. Novalis, ein führender Schriftsteller der Frühromantik, zu dessen Lieblingsideen das künftige Goldene Zeitalter gehörte, dachte insofern ähnlich, als er ebenfalls keine Rückkehr zu einem statischen Idealzustand im Sinne des antiken Mythos wünschte. Er erwartete neuartige Verhältnisse, die durch eine nicht endende Dynamik gekennzeichnet sein sollten. Im letzten Jahrzehnt des 18. Jahrhunderts entwickelte Novalis sein Konzept einer fortdauernden Annäherung an die Vollkommenheit in der künftigen goldenen Zeit. Im Rahmen der Zeitlichkeit sei Vollkommenheit prinzipiell unerreichbar, doch ohne das Prinzip der Vervollkommnung wäre die Menschheit nicht Menschheit. Aus der naturgegebenen Gültigkeit dieses Prinzips folge die Notwendigkeit einer goldenen Zukunft. Ein zentrales Merkmal des antiken und des künftigen Goldenen Zeitalters ist für Novalis die Einheit der Natur und die Einbettung des Menschen in diese Einheit. Im Prozess des Zueinanderfindens von Mensch und Natur weist er den Dichtern eine wichtige Rolle zu, da sie befähigt seien, das dabei Wesentliche zu erfühlen und zu artikulieren.

Das Goldene Zeitalter. Fresko von Pietro da Cortona, 1637,
Palazzo Pitti, Florenz

In der bildenden Kunst war das Sujet des Goldenen Zeitalters im 17. und 18. Jahrhundert beliebt. Zu den Malern und Zeichnern, die einschlägige Darstellungen schufen, gehörten im 17. Jahrhundert Johannes Rottenhammer, Joachim Wtewael, Frans Francken der Jüngere, Cornelis van Haarlem, Pietro da Cortona, Charles Le Brun, Johann Heinrich Schönfeld und Luca Giordano, im 18. Jahrhundert Pierre Charles Trémolières, Edmé Bouchardon, Joseph Anton Koch und Asmus Jakob Carstens.
Auch Komponisten griffen den Stoff auf. Reinhard Keiser komponierte eine Oper Die Wiederkehr der güldenen Zeit, die 1699 uraufgeführt wurde. Von Johann Mattheson stammt die Oper Le retour du siècle d’or („Die Wiederkehr des Goldenen Zeitalters“, Uraufführung 1705). Michel Corrette schuf das Ballett Les âges („Die Zeitalter“), dessen Partitur 1733 in Paris veröffentlicht wurde.
In der Orangeriekultur des 17. und 18. Jahrhunderts mit ihrer Inszenierung der Zitrusfrüchte im Garten galt die Pomeranze als „goldener Apfel“ und diente als Symbol des durch Frieden, Fruchtbarkeit und Überfluss charakterisierten Goldenen Zeitalters.

### 19. und 20. Jahrhundert
Hegel hält die Idee eines Goldenen Zeitalters für völlig verfehlt. Nach seinem Urteil handelt es sich um eine beschränkte Lebensart, die einen Mangel der Entwicklung des Geistes voraussetzt. Das bloße Mitleben mit der Natur könne den Menschen nicht befriedigen, sondern langweile ihn. Man dürfe nicht in solcher idyllischen Geistesarmuth hinleben, sondern müsse arbeiten und höhere Triebe haben. Die Hochschätzung des primitiven Zustands beruhe auf einer oberflächlichen Vorstellung und auf der gänzlichen Verkennung der Natur des Geistes. Dabei werde eine Vollkommenheit idealisiert, die nicht auf Vernunft und Sittlichkeit beruhe, sondern auf der noch ungetrennten Einheit von Denken und Empfinden.
Giacomo Leopardi wertet das Goldene Zeitalter im Rahmen seiner Zivilisationskritik positiv. Er ist überzeugt, dass es eine solche Epoche gegeben hat. Eine glückliche Zeit sei sie gewesen, da sich die damals Lebenden noch unbeschwert von bedrückendem Wissen ihren naiven Illusionen hingeben konnten.

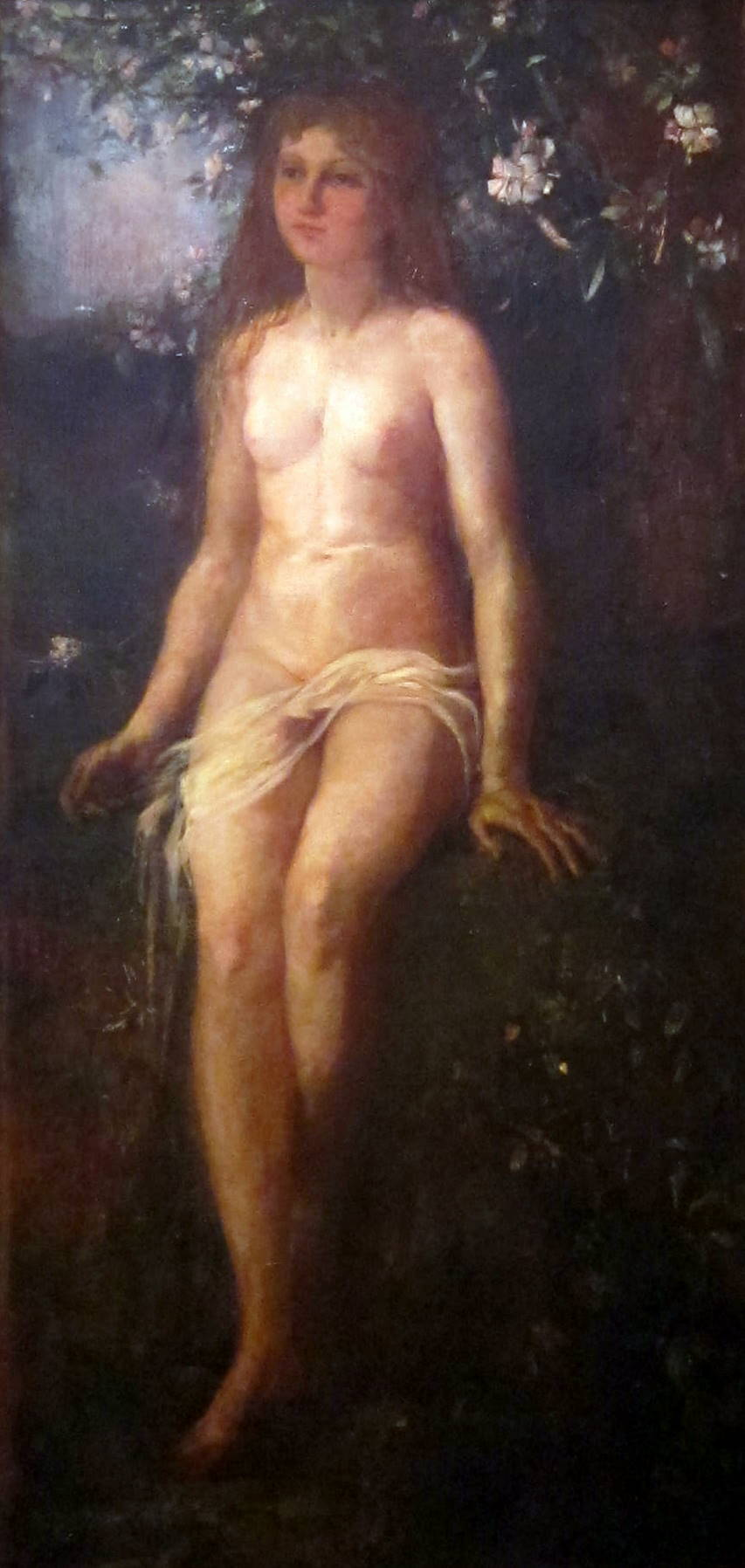
Das Goldene Zeitalter. Gemälde von John LaFarge, 1878–1879, Smithsonian American Art Museum, Washington, D.C.

Im 20. Jahrhundert sieht der marxistische Philosoph Ernst Bloch in einer künftigen klassenlosen Gesellschaft die Verwirklichung des Goldenen Zeitalters. Er schreibt, der Marxismus sei (n)irgends ohne Erbe, am wenigsten ohne das der Ur-Intention: des Goldenen Zeitalters; der Marxismus […] nimmt aber das Märchen ernst, den Traum vom Goldenen Zeitalter praktisch.
Zu den Malern und Zeichnern, die das Sujet aufgriffen, gehörten im 19. Jahrhundert George Frederic Watts, Antoine Wiertz, Jean-Auguste-Dominique Ingres, William Bouguereau, Edward John Poynter, Hans Thoma, John LaFarge und Hans von Marées, im 20. Jahrhundert Léon Frédéric, André Derain, Henri Matisse (Gemälde La joie de vivre oder Le bonheur de vivre), Émile-René Ménard und Maurice Denis.

### Neuzeitliche metaphorische Begriffsverwendung
Kulturelle und politische Blütezeiten
Das bekannteste Beispiel der neuzeitlichen metaphorischen Begriffsverwendung ist das Siglo de Oro, eine Epoche der spanischen Geschichte im 16. und 17. Jahrhundert. In Portugal gilt die Zeit König Manuels I. (1495–1521) als Goldenes Zeitalter. In Polen-Litauen gilt die Regierungszeit der (späten) Jagiellonen in der Frühen Neuzeit als das Goldene Zeitalter. Das Goldene Zeitalter in Belarus ist eine Glanzzeit, die im 14. Jahrhundert einsetzte und bis ins 16. Jahrhundert dauerte, das Goldene Zeitalter der Niederlande eine kulturelle und wirtschaftliche Blütezeit im 17. Jahrhundert. Als Goldenes Zeitalter Dänemarks bezeichnet man die Kulturblüte dieses Landes in der ersten Hälfte des 19. Jahrhunderts. Ferner hat sich die Bezeichnung „Goldenes Zeitalter des Perikles“ für eine glanzvolle Epoche der antiken Geschichte Athens eingebürgert. Die Blütezeit des Islam wird auch häufig als „Goldenes Zeitalter des Islam“ bezeichnet.
Zeiträume der Wirtschaftsgeschichte
In der Wirtschaftstheorie spricht die britische Wirtschaftswissenschaftlerin Joan Robinson in ihrem Werk The Accumulation of Capital (1956) von verschiedenen Arten von „Goldenen Zeitaltern“, womit sie Pfade gleichgewichtigen Wachstums meint (Wachstumstheorie).
Für Zeiten wirtschaftlichen Aufschwungs oder Wohlstands wird neben Begriffen wie „Goldene Zwanziger Jahre“ oder „Goldene Sechziger Jahre“ gelegentlich die Bezeichnung „Goldenes Zeitalter“ verwendet, so beispielsweise für den langen weltweiten Nachkriegsboom nach dem Zweiten Weltkrieg, der mit der ersten Ölkrise ein Ende fand.
Glanzzeiten einzelner Kulturphänomene und Kunstformen
Im modernen Sprachgebrauch wird der Begriff „Goldenes Zeitalter“ oft im Sinne einer Glanzzeit nur eines einzelnen Phänomens oder einer bestimmten Kunstform verwendet. Gemeint ist, dass die betreffende Erscheinung oder Kunstform damals ihre Vollendung oder ihre stärkste Wirkung erreichte. So spricht man beispielsweise von einem Goldenen Zeitalter des Belcanto, des Tango, des Jazz und der Comics. Auch für eine Epoche der Science-Fiction-Literatur hat sich die englische Bezeichnung Golden Age eingebürgert.